# Mura di Asti
Le mura di Asti sono state la più grande opera edilizia della città nel periodo comunale medievale.
Partendo da alcuni punti fortificati già presenti nel periodo romano e longobardo, il Comune tra il XII ed il XIV secolo, completò la costruzione di più di 7 chilometri di mura suddivise in due recinti che cingevano completamente l'abitato cittadino.
Di queste solamente la parte nord occidentale si è conservata in modo continuativo fino ai giorni nostri. In altre zone della città le mura sono state inglobate negli edifici od emergono solamente per piccoli tratti nel tessuto urbano della città.

## L'oppidum celtico-ligure e l'espansione romana

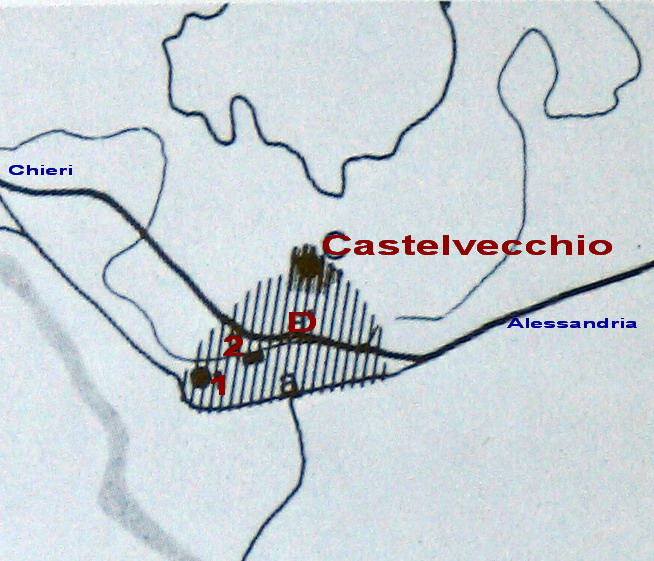
Prospetto territoriale nel IV secolo.
D = asse portante stradale 1 = Castello dei Valloni 2 = Cattedrale

Secondo i testi antichi di Plinio il vecchio (Naturalis historia) e Tolomeo (Geographia, III, 1), il primo insediamento fortificato fu costruito dalla tribù celtico-ligure degli Statielli, nella zona più elevata della città, compresa tra il Castel Vecchio e il Castello dei Varroni (o Valloni).

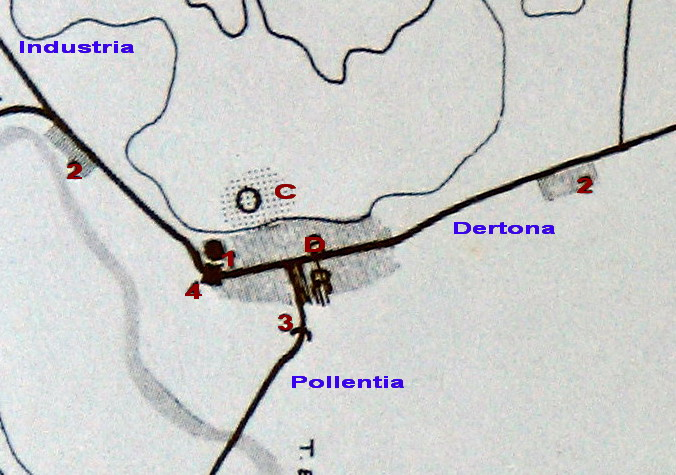
Insediamento ligure ed espansione romana.
C = Oppidum ligure, D = decumano massimo, 1 = Castello dei Valloni, 2 = necropoli, 4 = Porta urbica

Dopo la conquista romana, l'oppidum ligure fu emarginato, per l'espansione della colonia più a valle su un territorio pianificato, pur tenendo conto del preesistente insediamento.
La perimetrazione e l'impianto romano condizionò la forma della città anche nelle fasi storiche successive. Ancora oggi l'arteria principale della città, la via maestra, (l'attuale Corso Alfieri), corrisponde all'asse portante del decumano massimo romano.

## Dal tardo impero all'alto medioevo
In seguito al deteriorarsi dell'impero, anche la città di Asti subì un progressivo degrado con una notevole contrazione demografica ed una riduzione del perimetro urbano. È probabilmente di questo periodo (IV secolo) la costruzione della prima cinta muraria, in rapporto alle sempre più frequenti invasioni barbariche.
Il perimetro delle cosiddette mura di Onorio (moenia vindicis Hastae), citate da Claudiano nel suo Sextu consulatu Honorii Augusti, era sicuramente inferiore all'antica estensione cittadina, limitato a salvaguardare la zona di maggior prestigio edilizio sorta ai lati del decumano massimo.
La Asti di Onorio era probabilmente una città di circa 30 ettari di superficie, dalla forma allungata e poligonale che si estendeva da Via Cattedrale a nord, a Via Q. Sella a sud, da Via Varrone  ad ovest, a Piazza Statuto ad est.
Il periodo longobardo vede lo spostamento della zona di comando, nuovamente al Castel Vecchio.

Questo processo si consolida intorno al X secolo, quando la Chiesa assume anche il potere temporale della città. In questo periodo il Castel Vecchio diventa Castrum episcopi.

## Il comune

### Il XII secolo
(dalla "Cronaca" di Ogerio Alfieri,fragmenta 33)
La città, che era rimasta sostanzialmente priva di mura fino al XII secolo, con lo sviluppo ed il consolidamento dell'autorità comunale, aumentò anche le proprie risorse economiche e le capacità organizzative. Si dotò di una recinzione con palizzate, terrapieni e fossati definita “sepes” che delimitavano la città e la isolavano dai pericoli esterni.
Nella Cronica di Ogerio Alfieri, egli racconta che nel 1280 la città risultava cinta di belle mura nuove (il recinto dei nobili), con sobborghi esterni popolosi.
Questo primo recinto venne munito di porte fortificate da permettere le comunicazioni con l'esterno e di quattro castelli.
La Torre Rossa, nei pressi di Porta Torre (nel Rione Santa Caterina) è l'unico esempio rimasto di torre costruita nell'epoca romana. È probabile che la torre facesse parte del Palazzo Pretorio, o fosse una delle due torri della porta Palatina d'ingresso nella cinta muraria.

La parte superiore fu aggiunta nel XII secolo e la torre venne adibita a campanile dell'antica Chiesa di San Secondo della Torre Rossa, che era sorta intorno al X secolo circa, funzione che mantiene tuttora, come campanile della chiesa di Santa Caterina

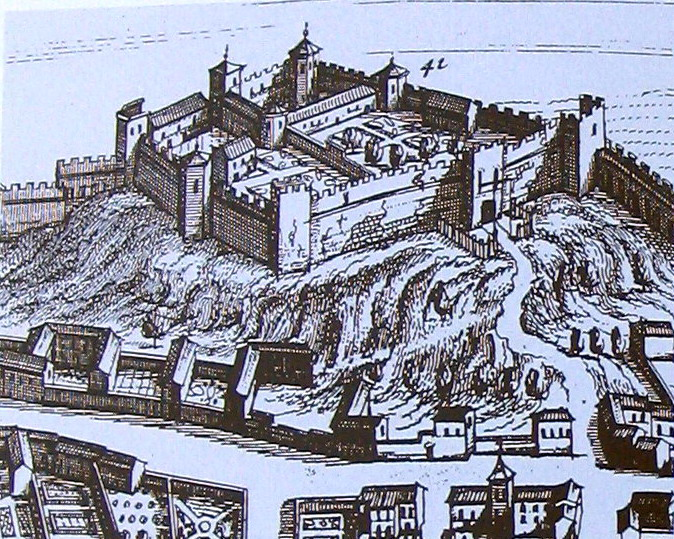
il Castelvecchio

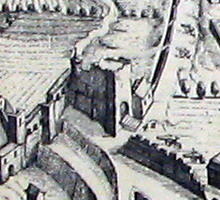
Castello dei Valloni

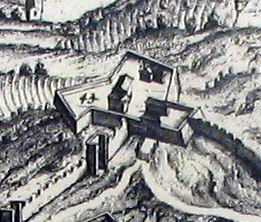
Castello di Monterainero

#### Le porte
Oggi, l'unica porta ancora presente in Asti è quella di San Giuliano, inglobata all'interno del Santuario della Madonna del Portone, ma un tempo tutto il perimetro murario era costellato da porte fortificate costantemente presidiate e sorvegliate.

Due sono le porte più antiche, costruite inglobando le porte del decumano romano e si trovavano infatti in corrispondenza dello sbocco orientale e occidentale della città.

Si tratta della Porta Torre, in corrispondenza della Torre Rossa nel Rione Santa Caterina, e della Porta Arco (o dell'Arco) allo sbocco della contrada Maestra in piazza Alfieri nel Rione San Secondo.
Tutte le altre porte furono edificate nel periodo medioevale.

Ogni porta aveva sopra l'architrave l'immagine di Maria, con a lato San Secondo e il Santo protettore del Rione o del Borgo a cui faceva capo quella porta.
Da Porta Torre, procedendo verso sud in senso antiorario si incontravano:
- Porta di San Giuliano (sull'attuale piazza Cagni)
- Porta di San Martino (tra Via XX Settembre e Piazza San Giuseppe).
- Porta del Mercato (in Via Solaro)
- Porta Vivarii o di San Paolo (in corrispondenza della Chiesa di San Paolo)

Procedendo da Porta Arco a nord in senso antiorario si incontravano:
- Porta San Gaudenzio (in corrispondenza di Piazza Dante e Via M.D'Azeglio)
- Porta San Michele (fra Via De Gasperi e via del Bosco)
- Porta di San Lorenzo (sull'attuale Piazza Lugano), sopravvissuta fino al XVII secolo
- Porta Fuyra (nel Rione Cattedrale)

#### I castelli
I tre castelli più antichi, insieme al quarto edificato nel periodo Visconteo dall'accorpamento di due precedenti fortificazioni, sono sorti come centro di potere e di controllo istituzionale nei vari periodi della storia di Asti.
- Il Castel Vecchio, ubicato nella zona più alta, ha sempre avuto un interesse strategico per la città di Asti.
È stato il primo insediamento celtico-ligure, quindi sede del potere longobardo e poi vescovile, fino all'inizio del Duecento. Esistono alcuni documenti che ne accertano la presenza già nell'anno 924.
Durante la permanenza vescovile, era costituito da un recinto murario al cui interno sorgevano alcuni fabbricati: la domus episcopi, con annessi alcuni edifici residenziali e logistici, e due edifici di culto quali la chiesa di Sant'Aniano e la cappella di Santa Maria del Castello.[7]
Il Castello rimarrà distaccato dalla primitiva cinta muraria della città fino al 1200.
Nel 1297, in seguito alle lotte civili, la fazione ghibellina dei Guttuari con i suoi alleati se ne impossessò, trasformandolo in una cittadella fortificata. A ricordo di questa gloriosa impresa la fazione astigiana ghibellina dei Guttuari, Turco ed Isnardi si fuse in un unico consorzio denominato dei "De Castello".
Nel periodo visconteo, Luchino Visconti lo ampliò e lo trasformò in un classico castello visconteo a pianta quadrata, come si evince dalla raffigurazione della città di Asti dal Theatrum Statuum Sabaudiae del 1682. Di questa costruzione oggi rimangono solamente i bastioni medievali.

- Il Castellazzo di Trovarone o Torre dei Valloni.
Ogerio Alfieri nella sua Cronaca narra che la città di Asti fu fondata "...tra il Castello detto ora castello del Vescovo ed il Castellazzo, ossia Torre dei Valloni".
Questa struttura era ubicata sulla piazzetta dei Varroni nel Rione Cattedrale e dominava la porta occidentale del decumano romano.
Il toponimo Valloni deriva dal nome latino dei muraglioni (valli) che cingevano il fortilizio.[3]
Oggi del castello rimangono alcune strutture inglobate nell'evoluzione urbanistica della zona.
- Il Castello di Monterainero.
Di probabile origine longobarda (secondo il Bera il toponimo deriverebbe dal tedesco Rainhart), sorgeva sulla collinetta che sovrasta il Borgo Santa Maria Nuova nella zona ora del Parco Monterainero. Si sviluppò come struttura difensiva per il nuovo Borgo Santa Maria Nuova, ed assunse un certo prestigio durante il dominio orleanese.
Tra i capitani del castello figurano i due poeti-scrittori astigiani Antonio Astesano e Giovan Giorgio Alione

### XIII e XIV secolo

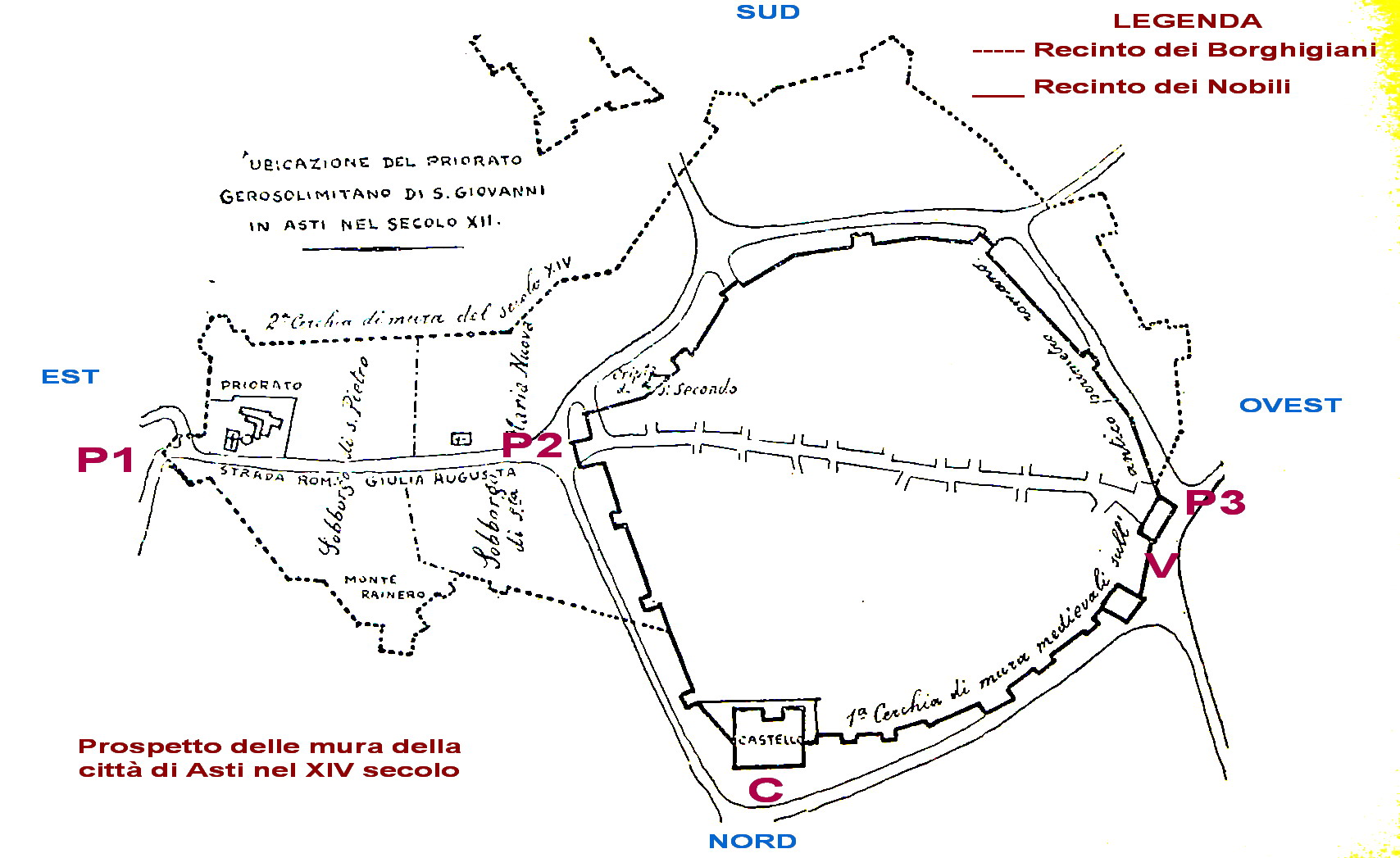
Prospetto delle mura di Asti nel XIV secolo.
C = Castelvecchio, V = Il Vallone, P1= Porta San Pietro, P2 = Porta Arco, P3 = Porta Torre

Le mura in Viale dei Partigiani

Nel XIII secolo, il periodo di maggior splendore del comune di Asti, avvenne il rifacimento delle fortificazioni cittadine.

I lavori, che durarono quasi un secolo, consistettero nella costruzione di una cinta muraria che sostituì il recinto delle Sepes, e nella costruzione di una seconda cerchia più esterna, nella zona meridionale ed a levante della città, per inglobare e proteggere i popolosi sobborghi, ricchi di botteghe artigiane e laboratori manifatturieri sviluppatisi a ridosso della città.
A nord il Castel Vecchio fu collegato al circuito murario, ed a est il fronte fortificato fu avanzato fino a comprendere la chiesa e la zona di Piazza S. Secondo, costruendo una porta in corrispondenza dell'attuale Via Garibaldi denominata Porta Cantarana.

#### Il recinto dei nobili
La prima cerchia di mura più interna, definita il recinto dei nobili, racchiudeva gli spazi del potere della città (Il Palazzo del Comune, Il complesso del Duomo, la Collegiata di San Secondo, il tribunale, il palazzo notarile) e le torri e case-forti delle famiglie nobili astigiane.

La cinta muraria comprendeva cortine in muratura intervallate da torri di raccordo.
Le mura erano costruite in laterizio con un articolato sistema architettonico, ancora visibile in alcuni tratti superstiti.
I segmenti delle mura, visibili ancora in alcune parti della città, erano costruiti con mattoni pieni e coronati da merlatura a coda di rondine.
Sul lato interno della cortina sono ancora visibili alcuni camminamenti di ronda che collegavano i tratti delle mura alle torri di raccordo. Un tempo le cortine si elevavano per circa 10 metri fuori del terreno. Oggi sono ancora visibili tratti di cortine con sviluppo di 3 metri.
Le cortine appoggiano su archi di altezza di circa 6 metri, un tempo completamente interrati e rinforzati da terrapieni e materiali inerti. Questi terrapieni, in alcuni tratti della cinta muraria, furono parzialmente asportati negli anni '30 del XX secolo, per dar vita alla passeggiata archeologica.
Gli archi poggiano su pilastri in cotto a sezione quadrata, a loro volta sostenuti dai plinti delle fondazioni.
Sul finire del Trecento, con l'avvento delle armi da fuoco, le torri di raccordo, che si elevavano per quasi 20 metri dal terreno, furono abbassate all'altezza delle cortine e dotate di un tetto di copertura.

#### Il recinto dei borghigiani
La costruzione della seconda cerchia di mura può essere considerata l'ultima grande opera edilizia del periodo comunale astigiano.

Tra l'XI secolo e il XIII secolo la città di Asti quadruplicò la superficie cittadina, espandendosi verso sud lungo la via che conduceva al fiume Tanaro.
Anche la zona a levante della città subì un incremento urbanistico e topografico, con la costruzione del palazzo del Comune, la Collegiata di San Secondo e lo sviluppo della piazza prospiciente quale centro politico e commerciale della città.

La situazione politica di Asti all'inizio del XIV secolo, contrassegnata da continui scontri bellici, favorì la completa revisione e sviluppo di una seconda cortina muraria a difesa dei sobborghi nati fuori le mura della città.
Nel memoriale di Guglielmo Ventura si legge che nel 1319 le milizie di Marco Visconti riuscirono a penetrare in città mediante la distruzione degli spalti presso Monterainero e, in un documento del 1332, si citano alcuni terreni extra murum burgorum, è quindi probabile collocare la nascita della seconda cerchia (detta recinto dei borghigiani) tra il 1320 ed il 1330.
Di questa seconda cerchia, non rimangono tracce, distrutta durante l'espansione urbanistica della città tra XIX secolo e XX secolo.

Secondo i documenti e le raffigurazioni della città di Asti che ci sono pervenute, il recinto dei borghigiani era costituito da cortine più basse raccordate da torri quadrangolari anch'esse più basse ed in numero minore.

La comunicazione con l'esterno era permessa tramite la costruzione di quattro porte:
- Porta San Quirico, allo sbocco di Via Cavour nel Rione San Paolo
- Porta San Pietro, nei pressi della commenda gerosolimitana di San Pietro in Consavia, verso Corso Alessandria allo sbocco di Piazza I Maggio
- Porta Sant'Antonio (o Porta del Carmine), collocata ad ovest della città all'imbocco di Piazza Torino
- Porta del Monferrato  in corrispondenza del castello di Monterainero, nel Borgo Santa Maria Nuova

Verso il primo quarto del Cinquecento, durante l'occupazione spagnola, il presidio militare decise, nell'ambito del rifacimento delle fortificazioni cittadine, di aprire una nuova porta (denominata Porta di San Rocco), che mise in comunicazione il Borgo di San Rocco con l'esterno.
Visione secentesca della città di Asti vista dal lato meridionale.

Si noti in primo piano il recinto dei borghigiani con la Porta di San Rocco e più all'interno il recinto dei nobili. Svetta in alto, sul profilo della città, il Castel Vecchio. Particolare dal dipinto "Cristo e gli Apostoli sulla riva del Borbore". (1670, cerchia di B. Caravoglia)

## I Visconti ed i Savoia

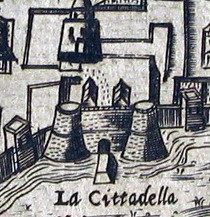
Cittadella Viscontea, particolare dalla carta di Asti di Francesco Bertelli 1629.

Nel XIV secolo, la signoria viscontea aumentò e completò le fortificazioni della città con la costruzione a sud in corrispondenza del "curriculum", una vasta area demaniale utilizzata fino ad allora per la corsa del Palio,della cittadella, che inglobò due fortificazioni preesistenti, raccordandole tramite uno spazio murato, con all'interno alcuni edifici.
Scopo di questa opera non fu solo quello di controllare il potere economico e commerciale della città, essendo molto vicino all'area di Piazza San Secondo, ma anche quello di aumentare l'assetto difensivo di un importante avamposto militare nel territorio visconteo.
Dei due castelli formanti la Cittadella, il primo più interno, verso via Garibaldi (nel Rione San Secondo), era detto Castello nuovo verso la Piazza San Secondo. L'altro, all'altezza dell'attuale via San Quirico (nel Rione San Paolo) era detto Castello nuovo verso Tanaro.
In uno degli edifici interni abitava il Vice-governatore della città e ogni castello era retto da un castellano.
Verso il primo quarto del Cinquecento, durante l'occupazione spagnola, il presidio militare aprì una nuova porta, che permise alla zona sud-ovest della città di comunicare con l'esterno attraverso la strada che portava ad Alba.
La porta, che in un primo tempo fu denominata Porta Nuova, nella prima metà del Seicento prese il nome di Porta San Rocco, di competenza delle Ventine di S. Anna e di San Rocco. Il nuovo accesso era direttamente in comunicazione con il ponte sul torrente Borbore e tramite questo, comunicava con il borgo dei SS.Apostoli. 

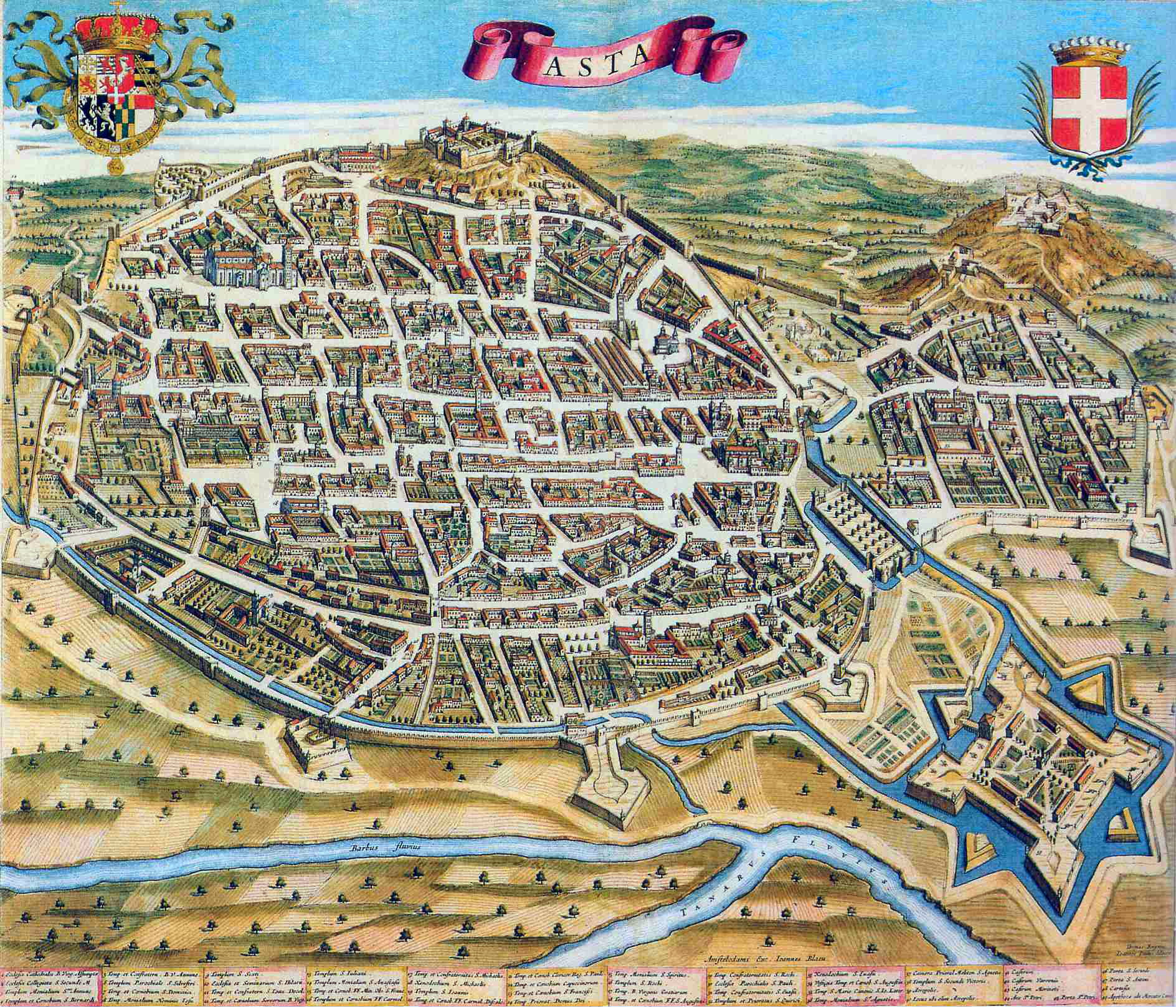
Carta di Asti, sono visibili le due cittadelle (a sud-est), ed il Forte di San Pietro (a nord-est); da Theatrum Statuum Sabaudiae, 1682 Amsterdam, tipografia Blaeu

Antonio di Leyva, per conto dell'imperatore Carlo V, distrusse molti sobborghi della cintura cittadina recuperandone il materiale per edificare bastioni e fortificazioni nella zona sud della città. Di particolare importanza era la fortificazione verso il fiume Tanaro detta "Bastione dei tedeschi".

Nel 1663, per aumentare la difesa in questa zona, venne anche costruita la "Nuova Cittadella ", un complesso difensivo votato alla fortificazione della zona del Tanaro.
L'intera cittadella fu demolita però nell'ultimo quarto del XVII secolo.
Nel 1616, nei pressi del castello di Monterainero, Carlo Emanuele I di Savoia fece edificare una fortificazione, detta Forte di San Pietro o "Fortino", per opporsi alle continue scorribande delle truppe spagnole.
Il forte venne definitivamento abbattuto da Napoleone nel 1810.

Tra il XVII e il XVIII secolo, le continue guerre tra i Savoia ed i gallo-ispanici per la conquista della città, portarono alla distruzione di molte costruzioni difensive.
Nei disegni raffiguranti la pianta della città di Asti tra il 1742 ed il 1747, il Castelvecchio è l'unico importante elemento difensivo ancora rimasto dopo l'abbattimento delle due cittadelle.
Emanuele Tesauro, nel 1650, panegerista di casa Savoia, nel suo "Memorie istoriche della nobilissima Hasta Pompeia oggi detta città di Asti" così descrive le fortificazioni astesi prima del parziale abbattimento:

## Le mura oggi

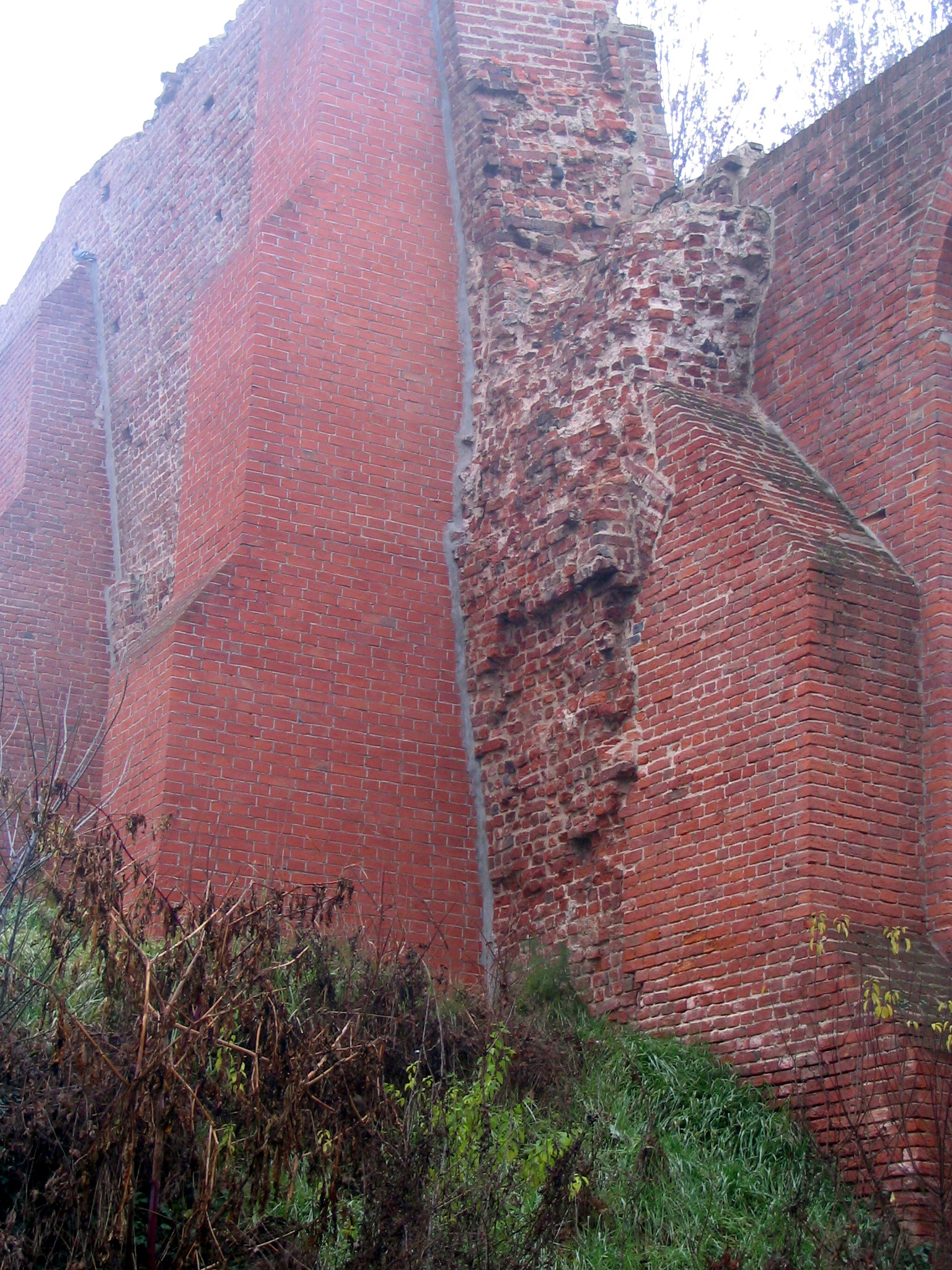
Lavori di consolidamento delle mura

Il vasto ed articolato perimetro murario della città di Asti non permise ai Savoia di poterlo migliorare durante i secoli. La spesa sarebbe stata troppo onerosa. Questo, se da un certo punto di vista non fece evolvere la città a piazzaforte militare come avvenne per esempio con Chivasso o Savigliano, dall'altro lato, preservò discretamente le mura medievali fino al XIX secolo.
All'inizio dell'Ottocento, il recinto dei Borghigiani venne abbassato ed utilizzato come sostegno di viali alberati di circonvallazione, simili agli attuali baluardi lucchesi o ferraresi.
Tra Ottocento e Novecento, complice un'espansione urbanistica selvaggia, avvenne la distruzione della forma urbis medievale della città che era passata pressoché indenne attraverso i secoli.
Nel 1932 il Comune acquistò la fascia di bastioni adiacenti alle mura compresa tra Piazza Lugano (porta S.Lorenzo) ed il bastione della Maddalena (nelle vicinanze della Torre dei Valloni) "...così conservate alla ammirazione dei posteri e contribuiscono a dare pittoresco aspetto ad una zona dove la città si va ogni giorno abbellendo ed è meta preferita come pubblica passeggiata".
Questo tratto di mura che prosegue fino in piazza S.Caterina (porta Torre) è quello giunto fino ai giorni nostri.
Nel 2002, con il finanziamento della Commissione bilancio della Camera furono iniziati i lavori di restauro delle antiche mura di Asti nel tratto della passeggiata di Viale dei Partigiani e del parco omonimo. In questi anni sono stati apportati lavori di consolidamento, di intervento di restauro conservativo, consolidamento statico e riqualificazione funzionale della zona.

## Galleria d'immagini

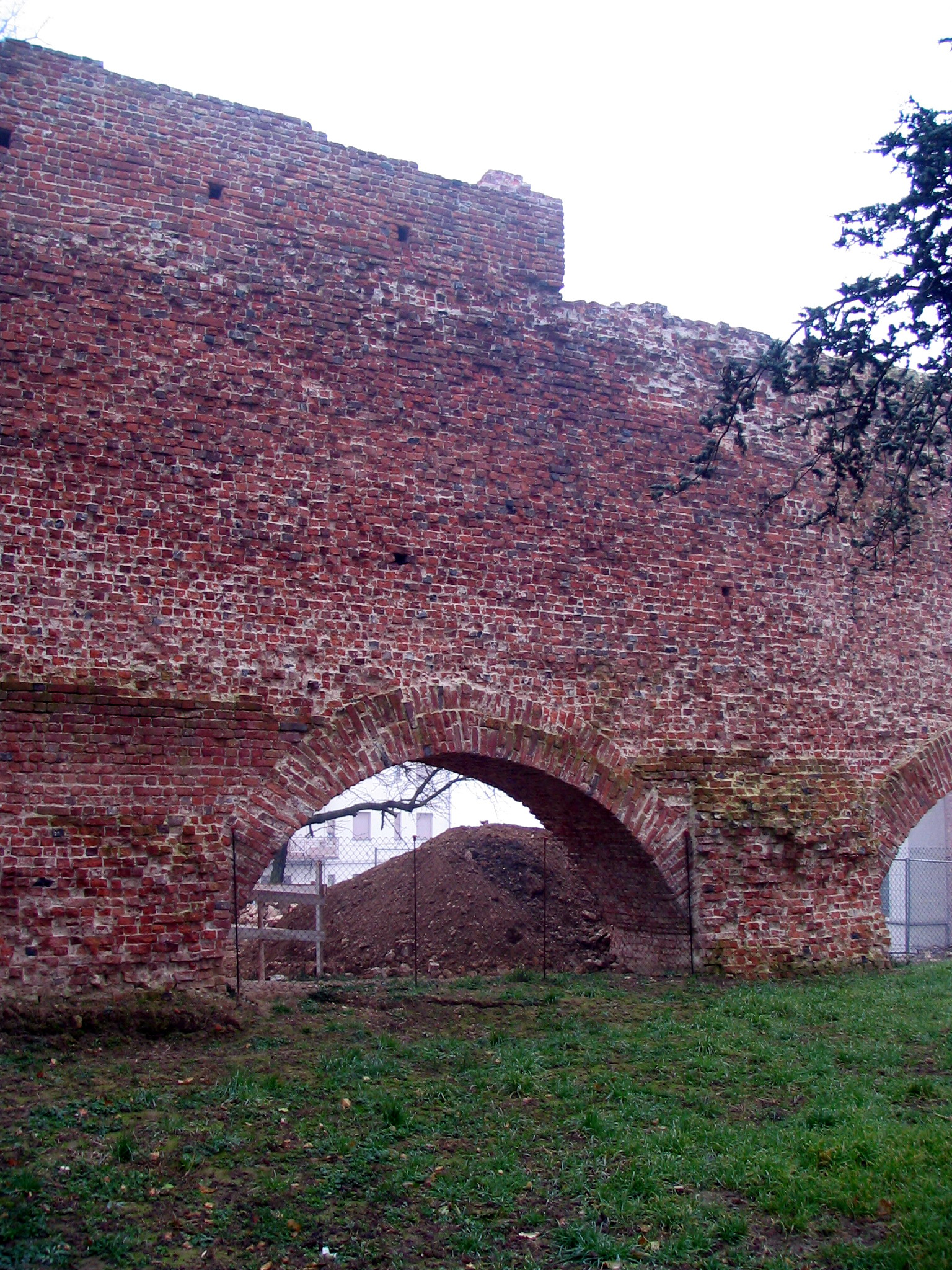
In Prossimità di Porta San Lorenzo
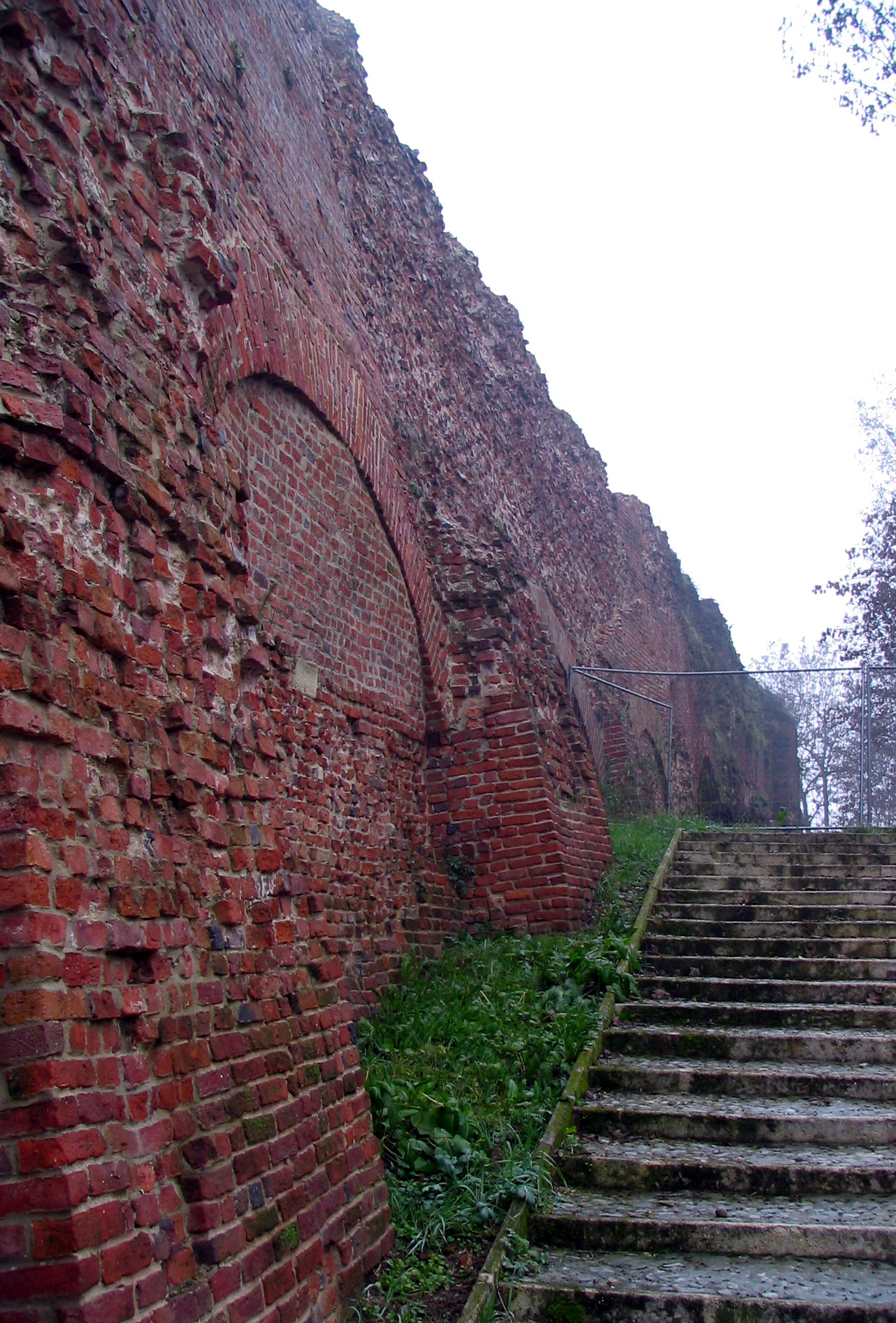
Porta San Lorenzo, la "camminata archeologica"
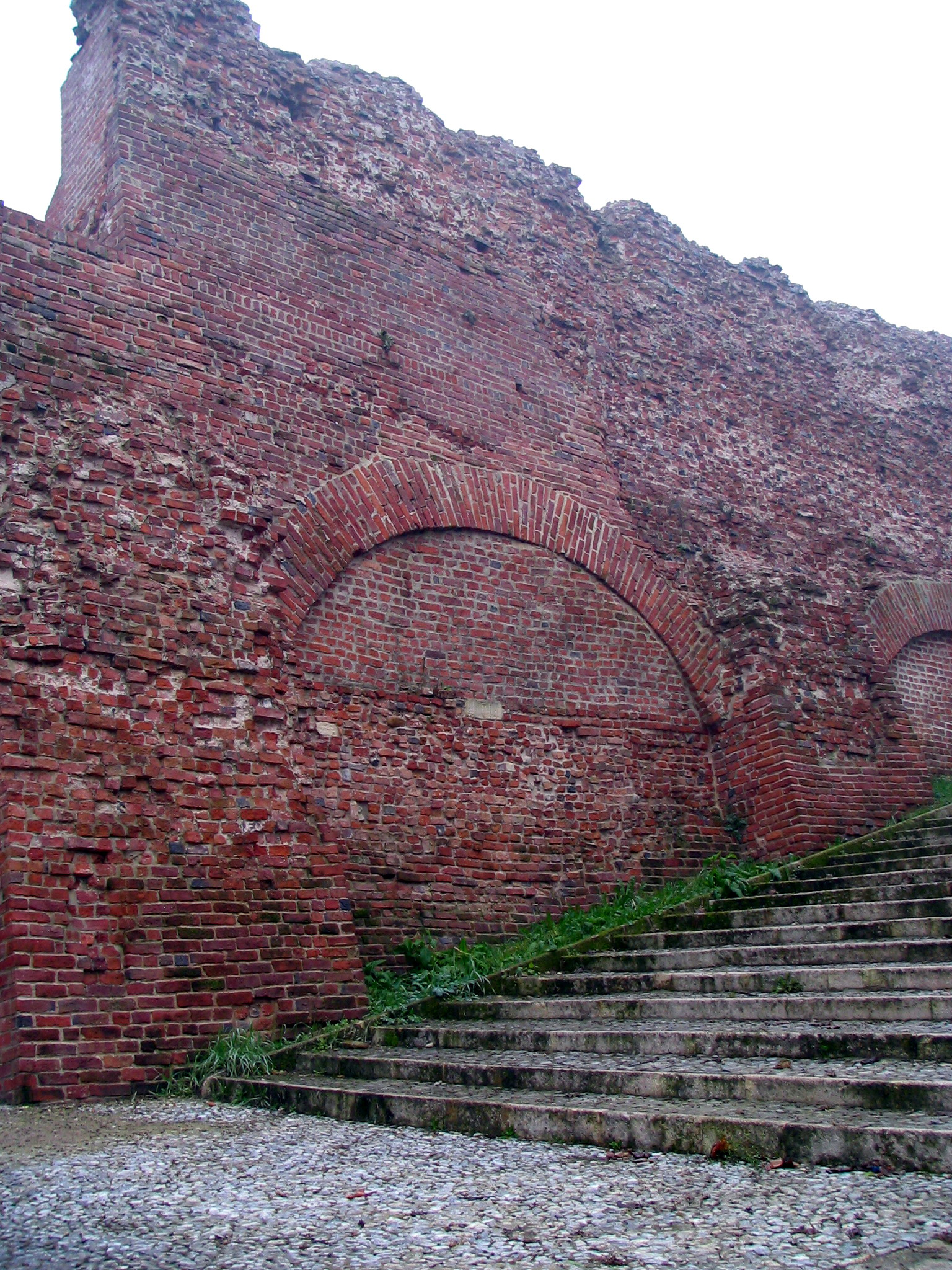
Porta San Lorenzo, la zona occidentale
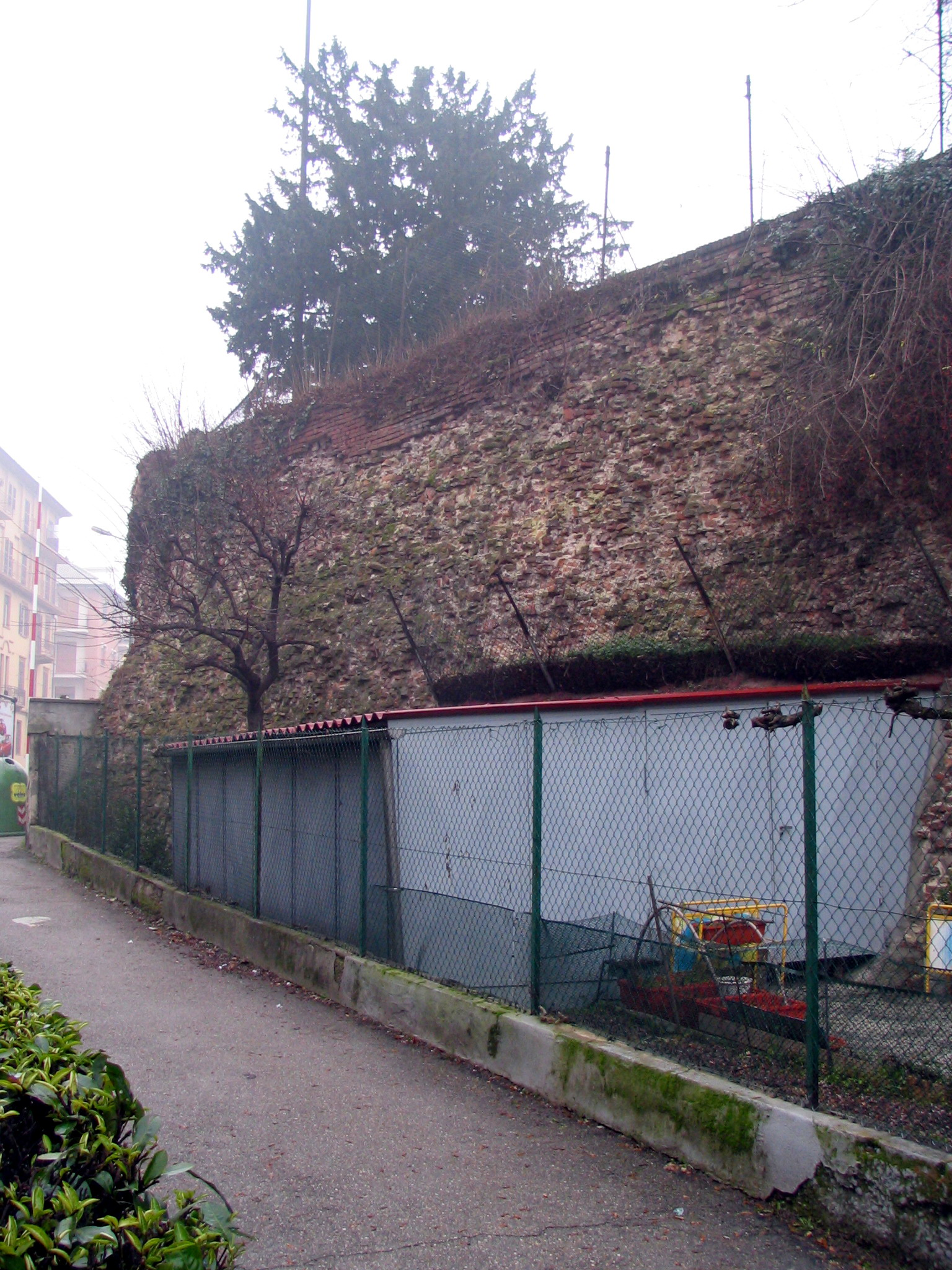
Il bastione della Maddalena in Viale dei Partigiani
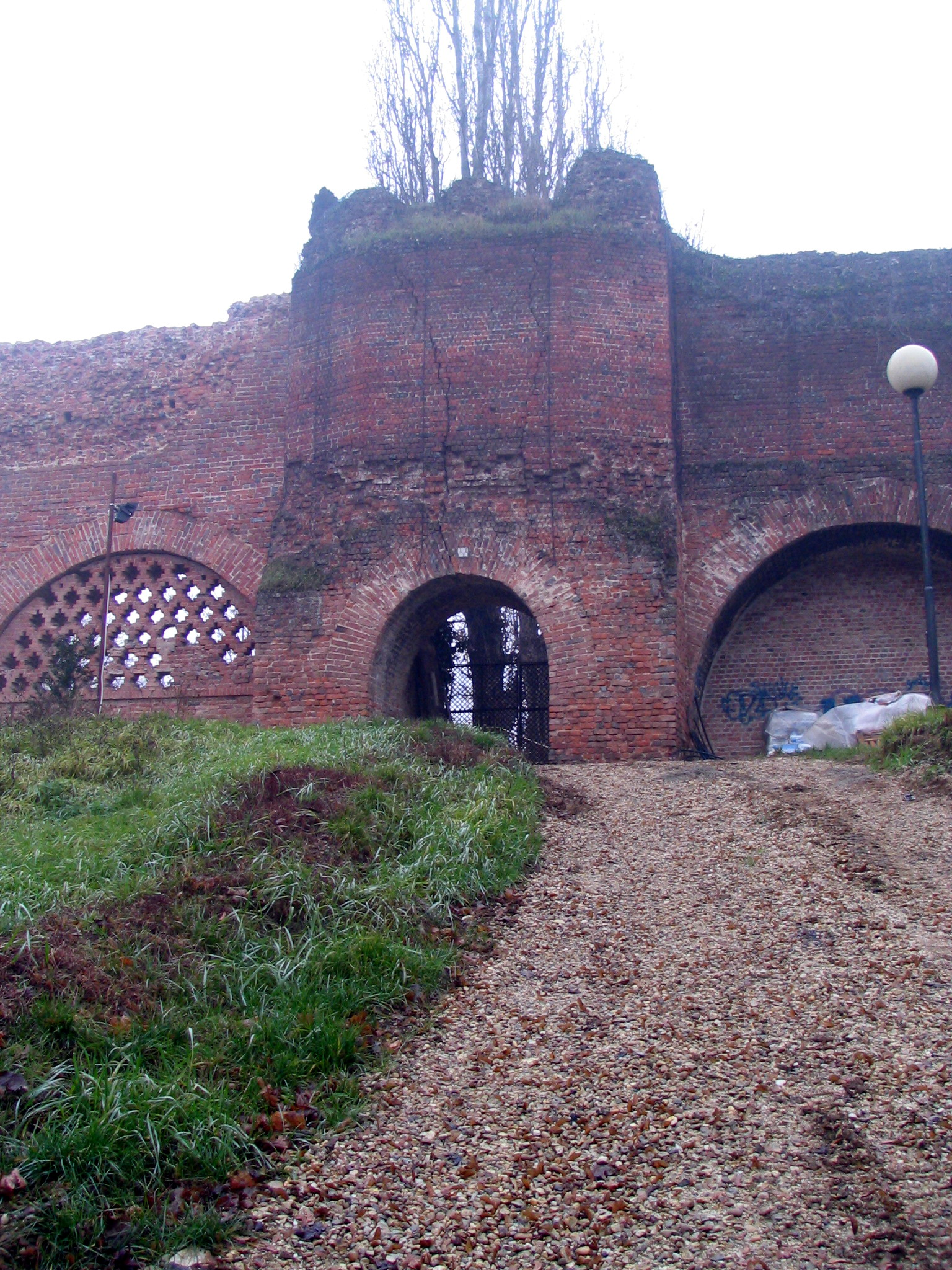
Le mura in viale Partigiani, torre di difesa e raccordo, sono visibili gli archi un tempo interrati
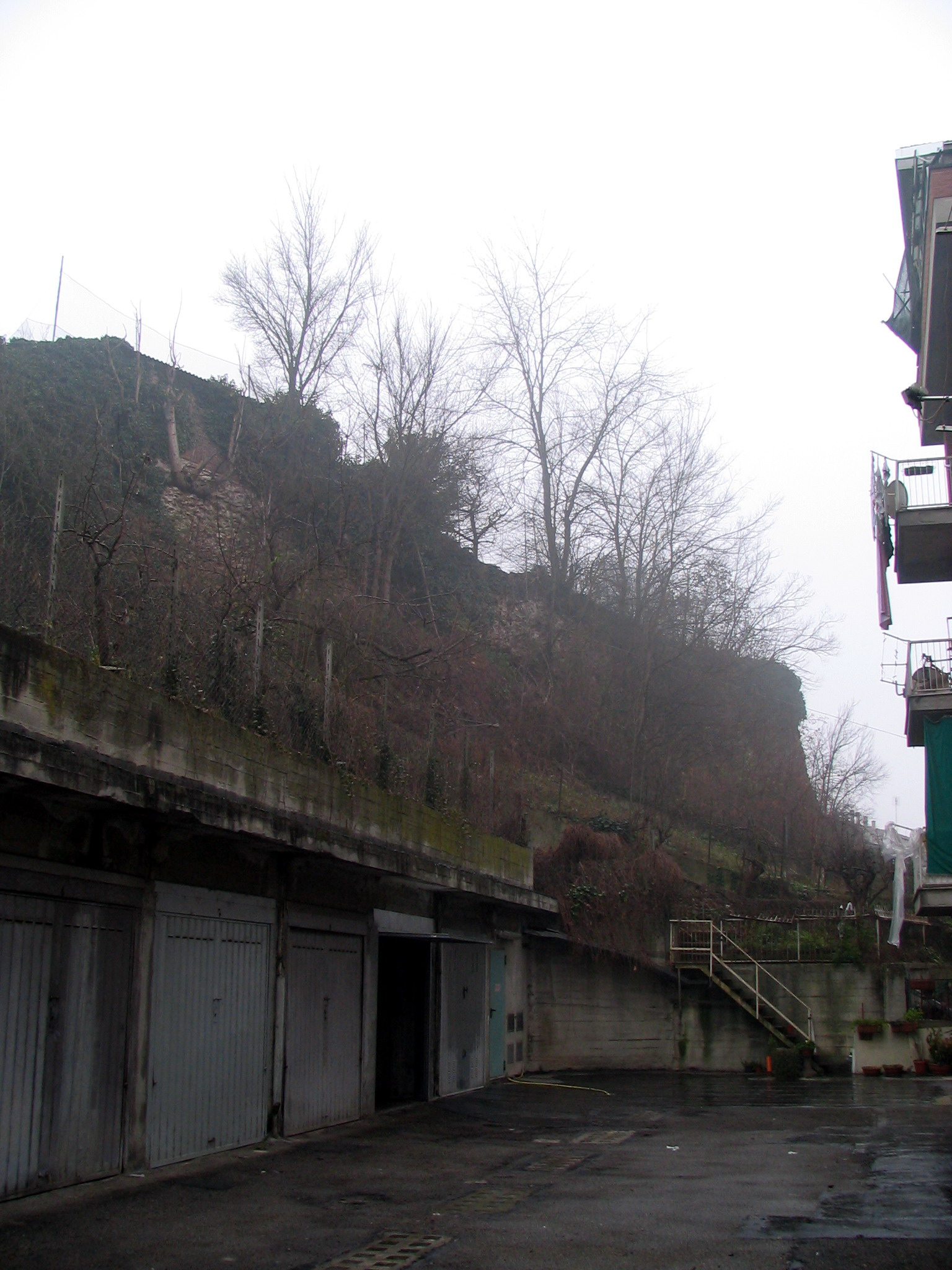
I Varroni
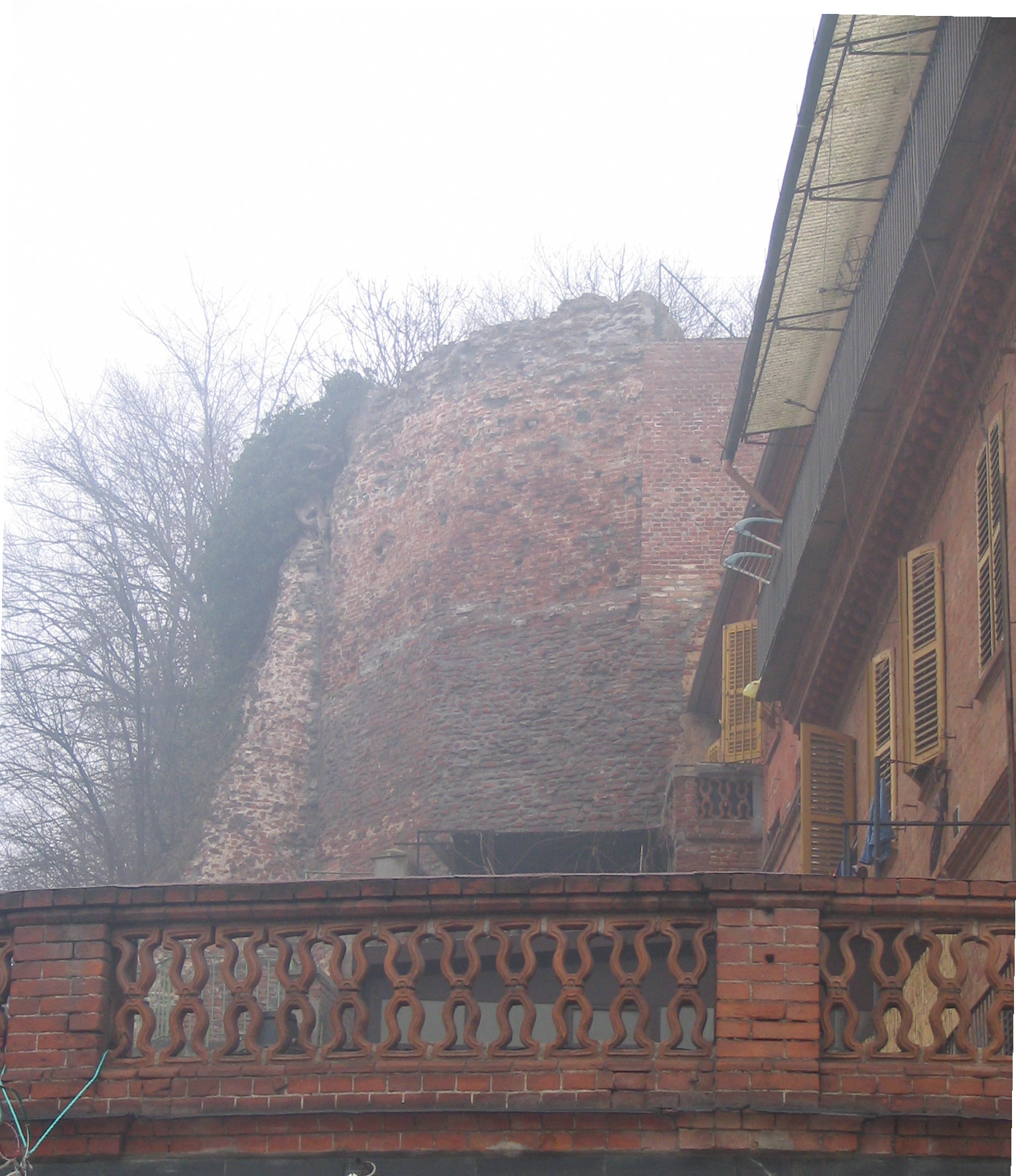
Il bastione di Porta San Antonio
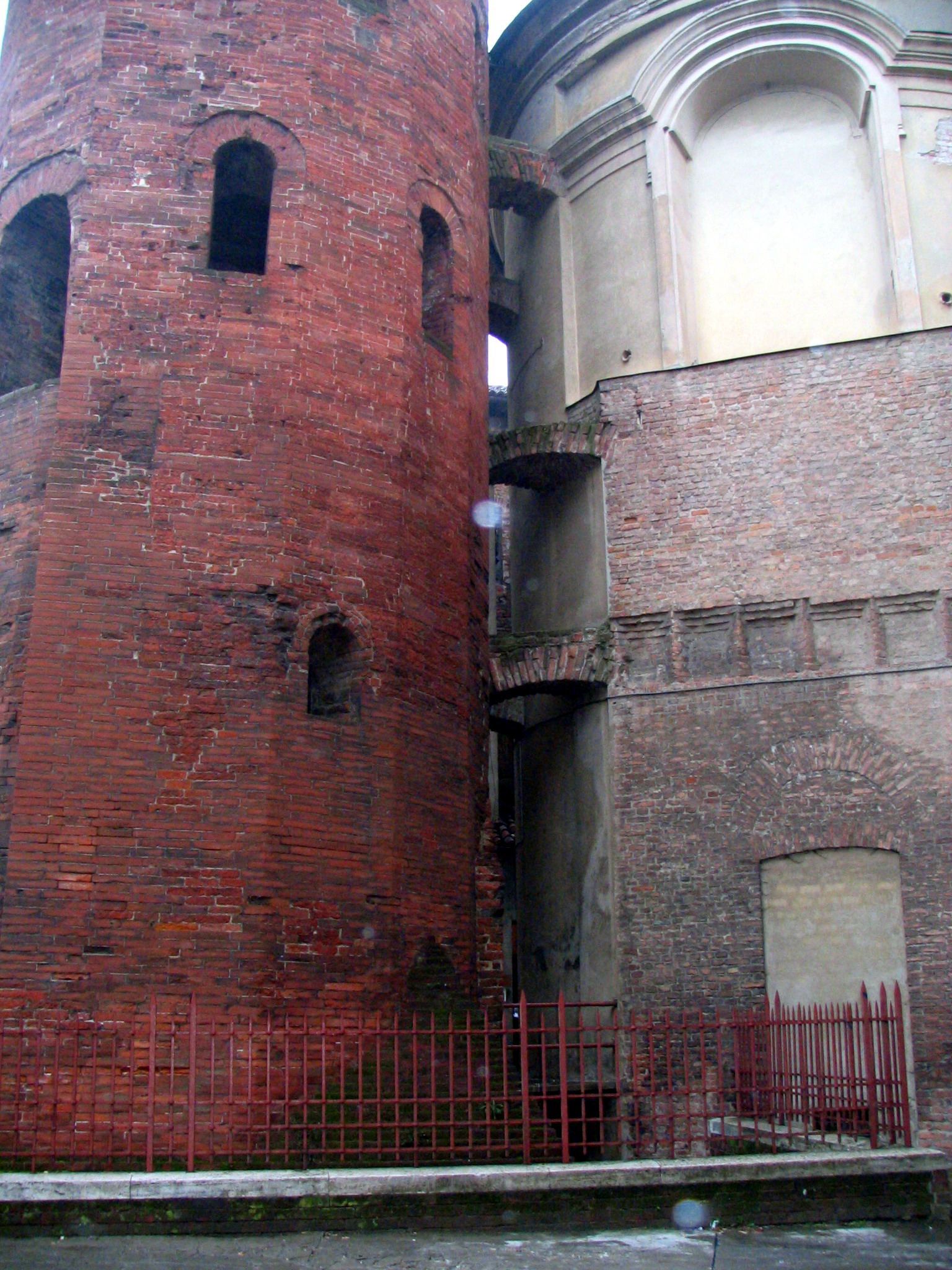
La zona di Porta Torre
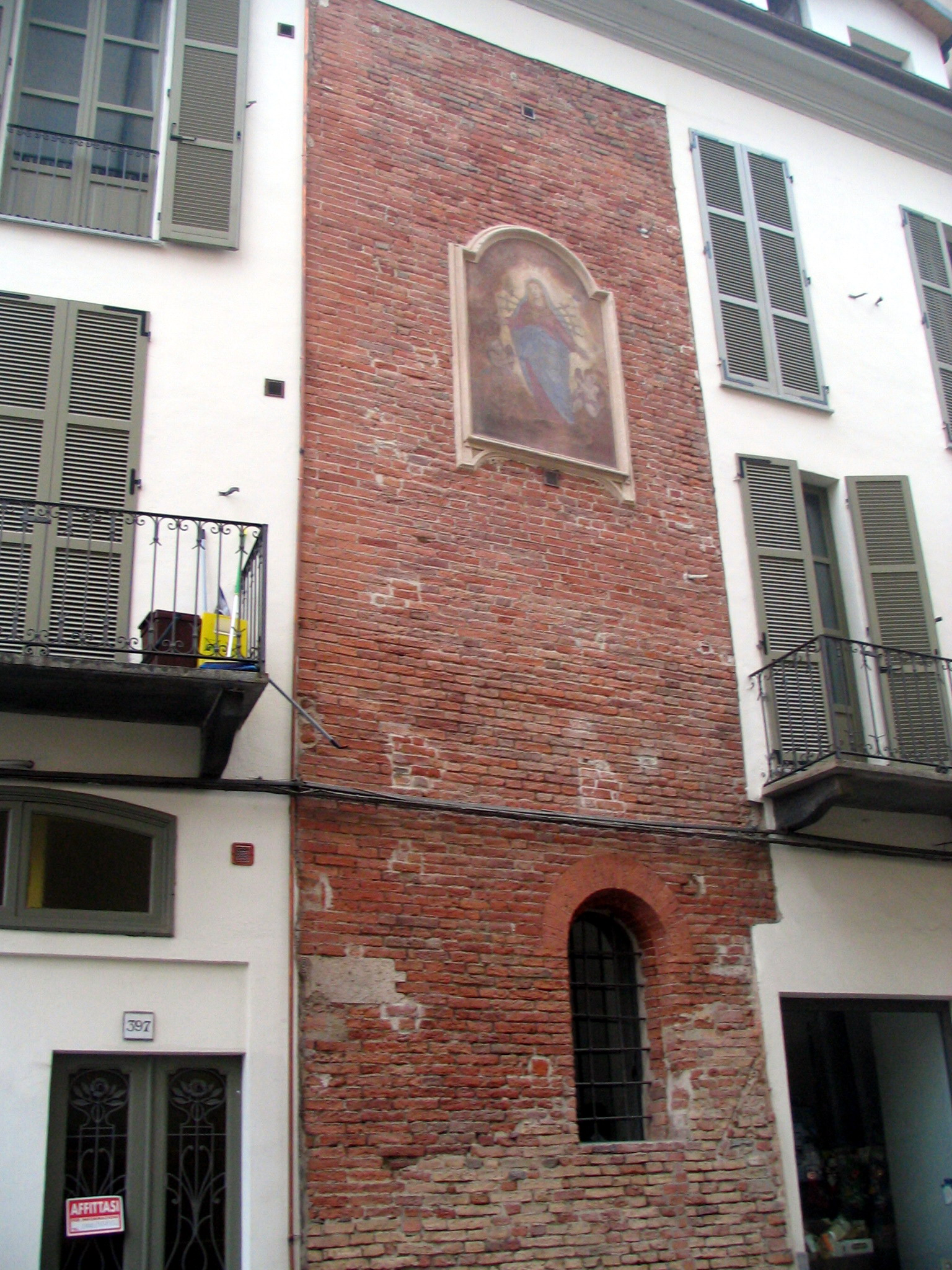
Mura nei pressi della chiesa di Santa Caterina, immagine votiva della Madonna
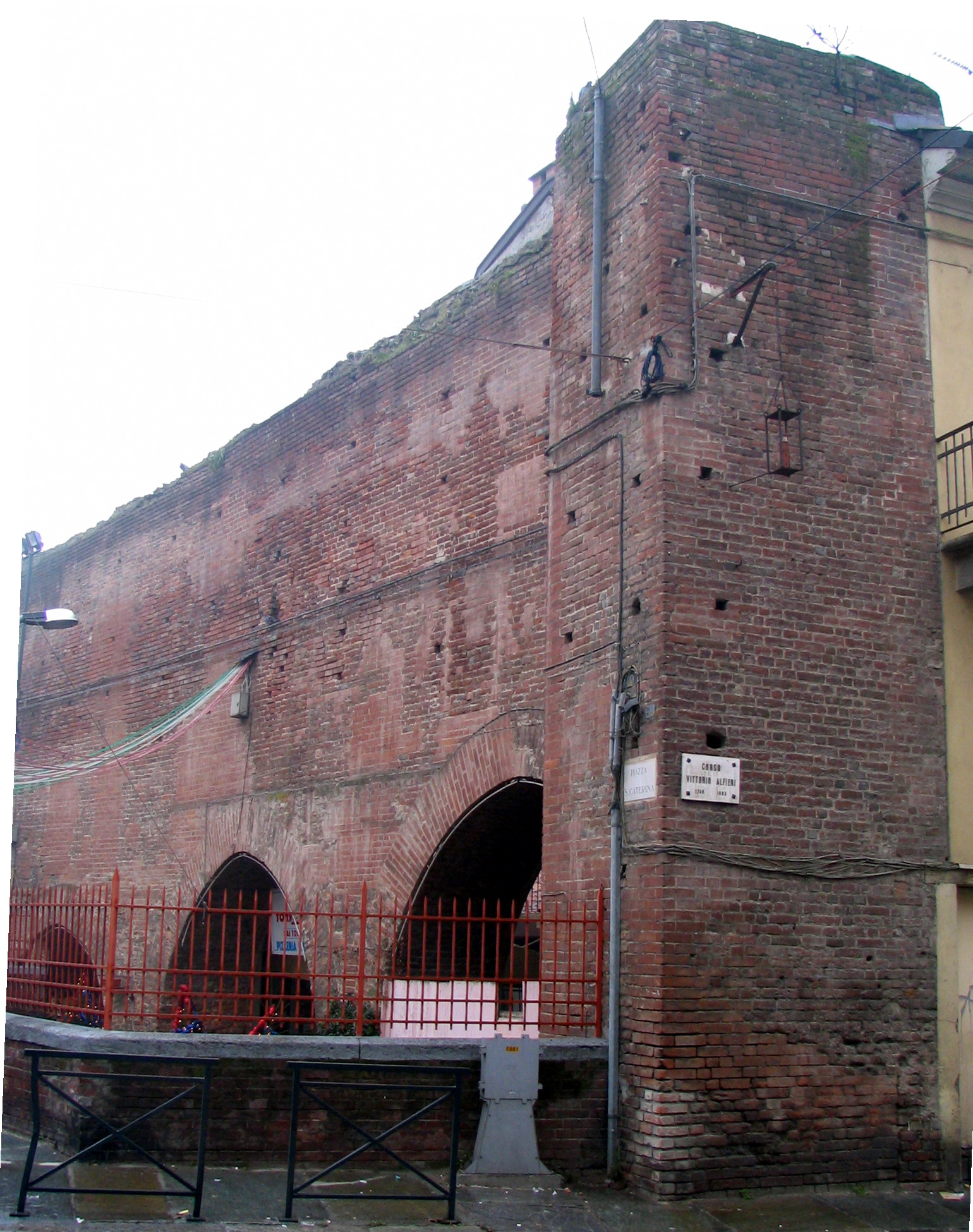
Mura presso S.Caterina, prospetto laterale
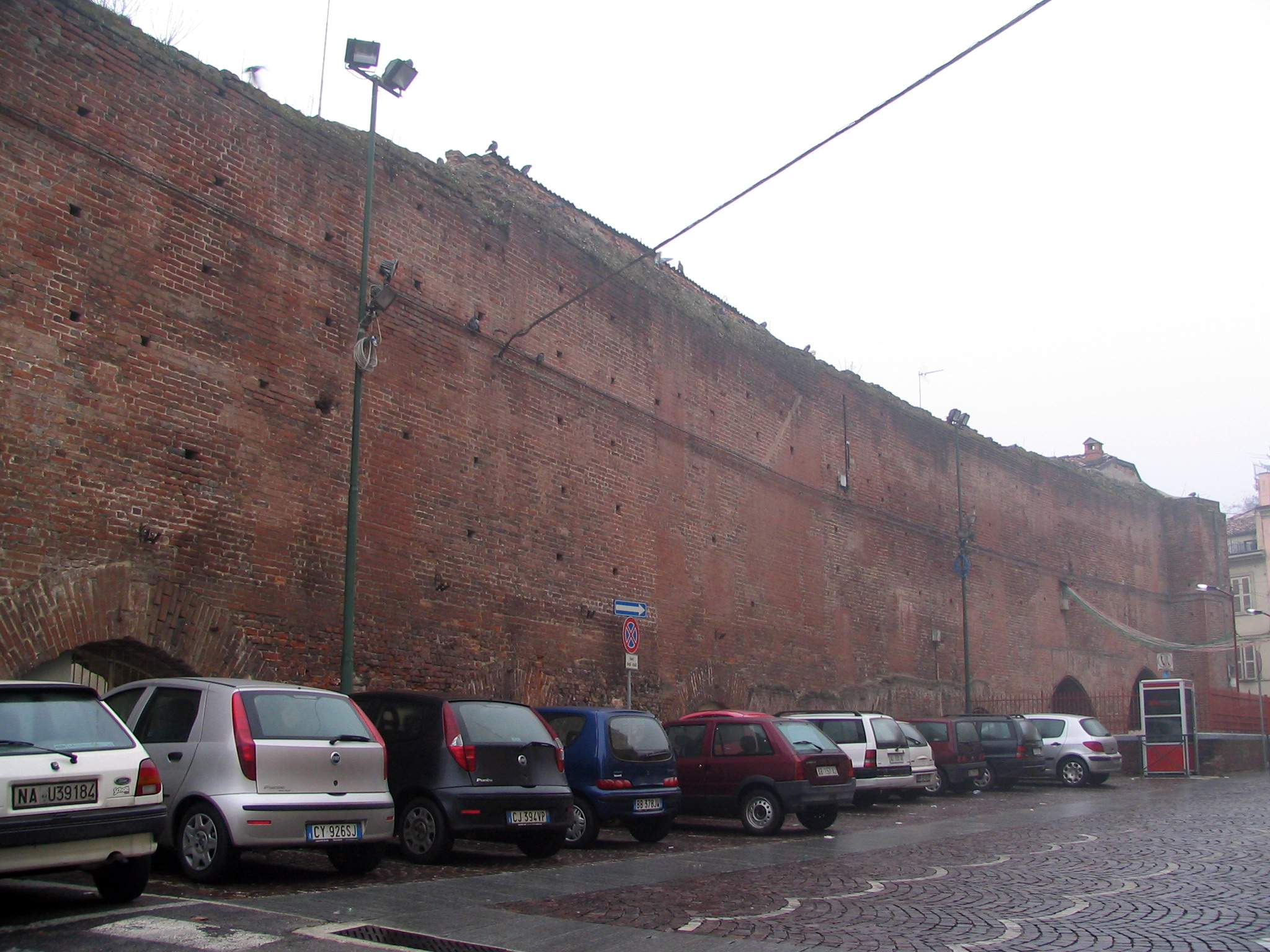
Mura presso S.Caterina, prospetto posteriore
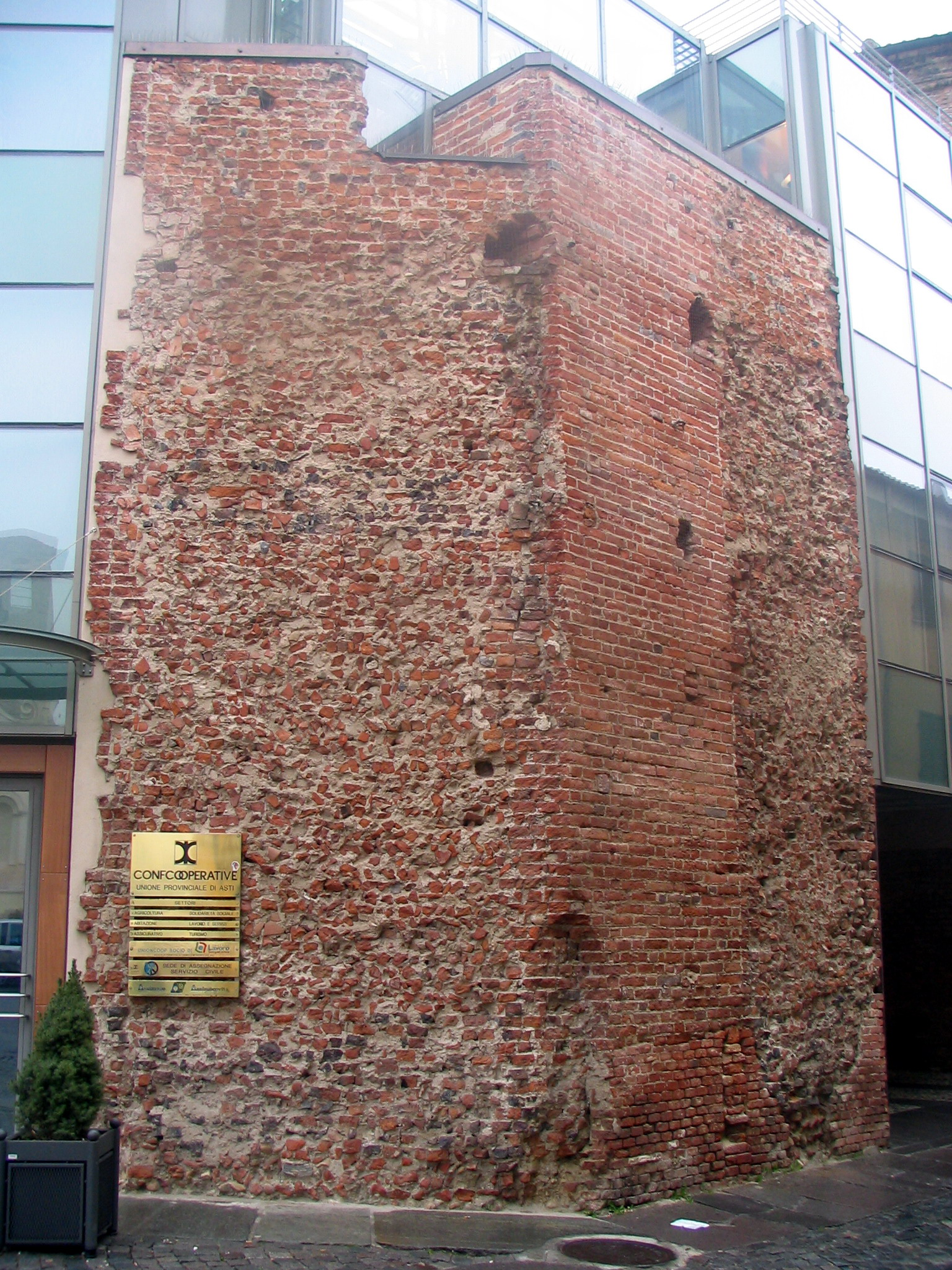
Ciò che rimane della porta di San Martino
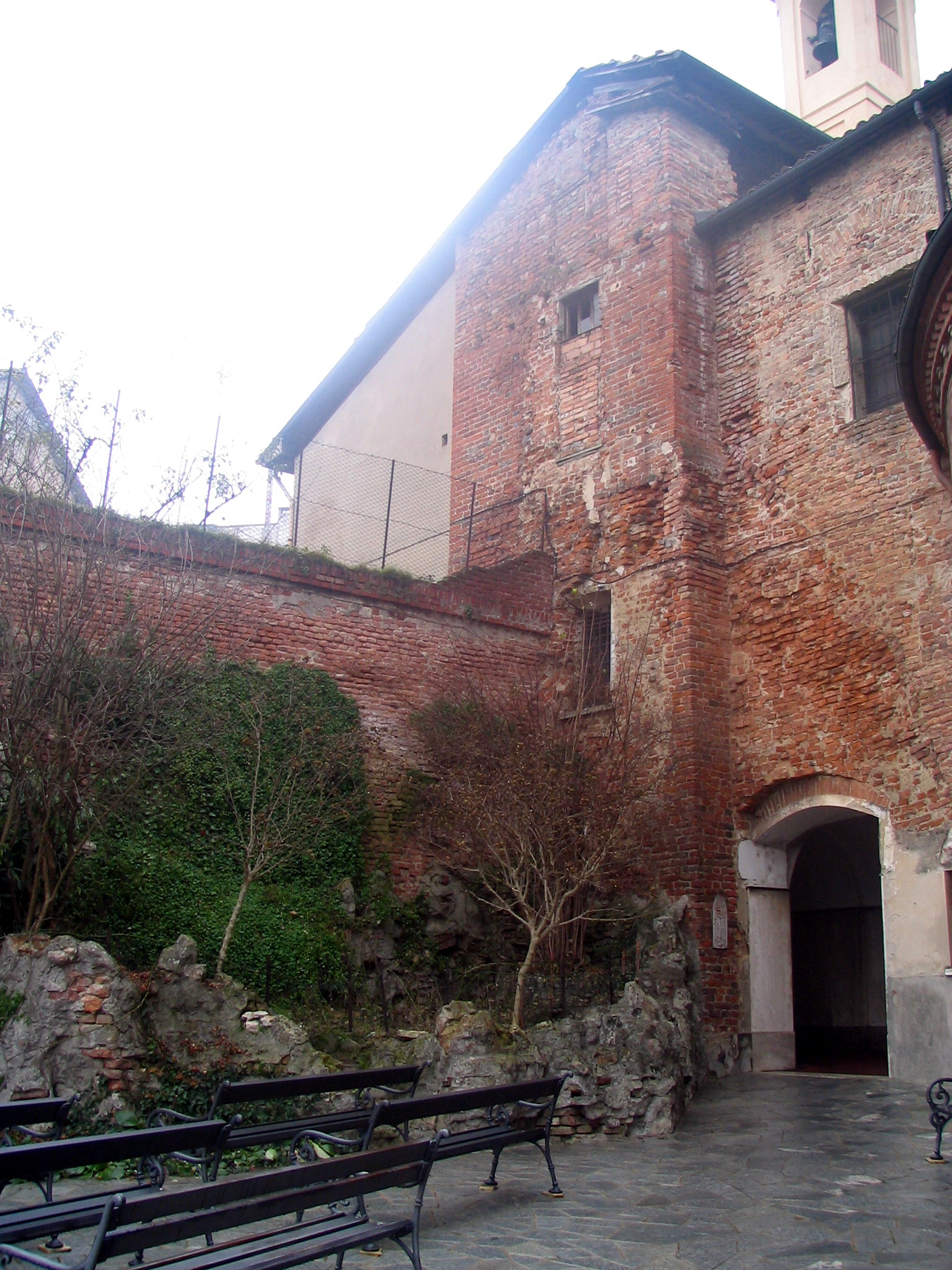
Porta San Giuliano
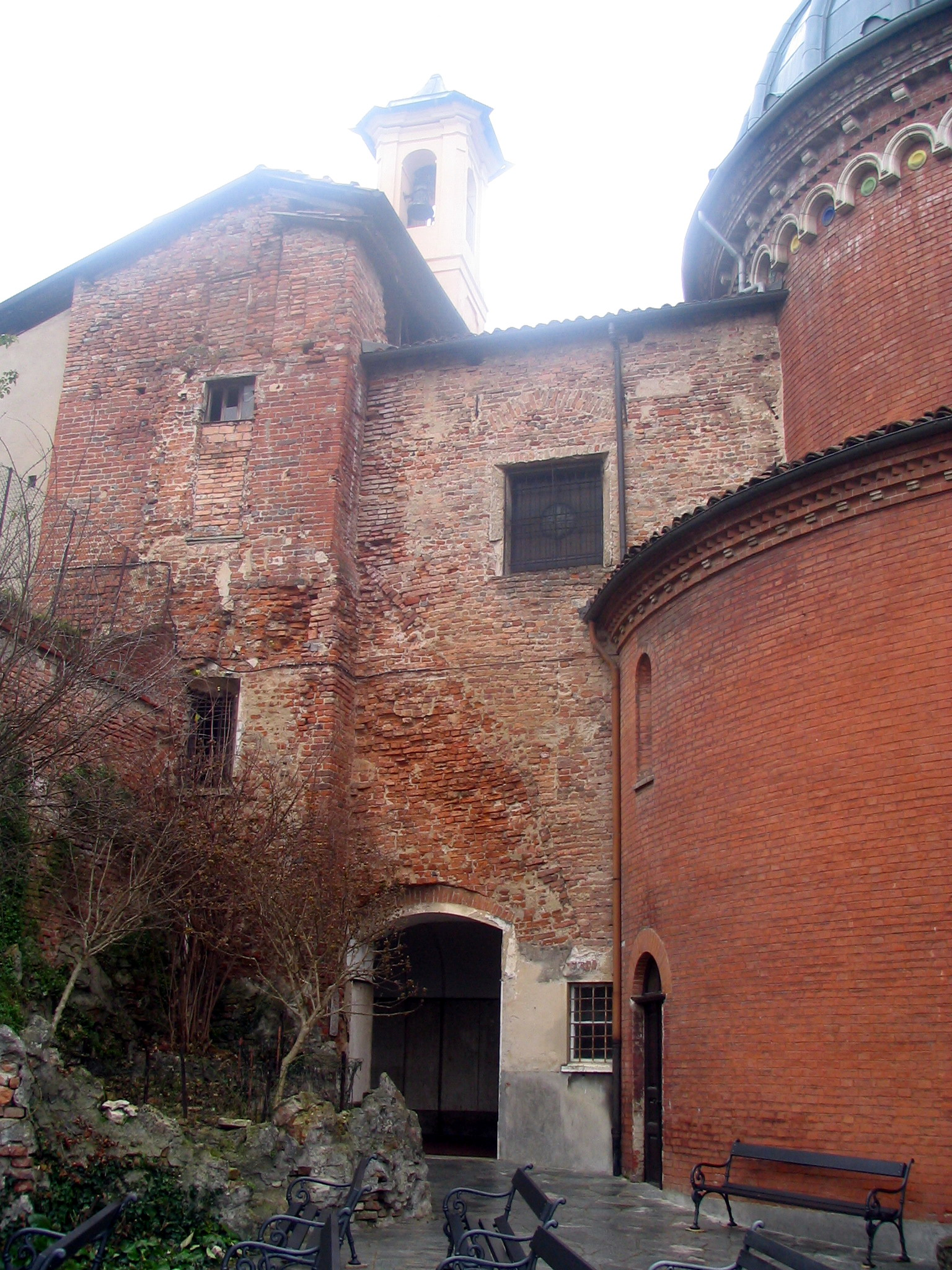
Porta San Giuliano, l'antica porta è inglobata nell'abside della chiesa della Madonna del portone
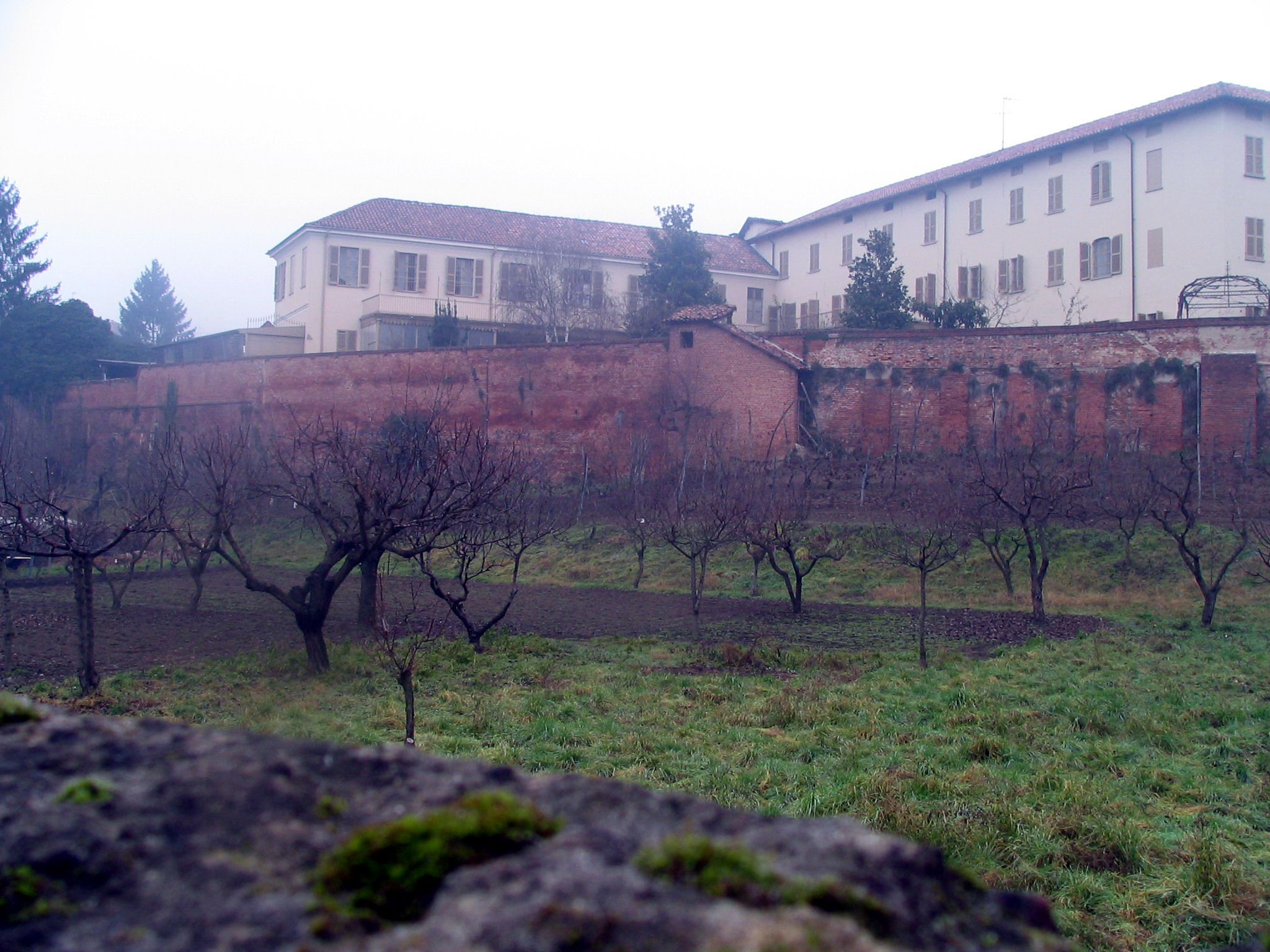
Le mura del borgo di San Marco
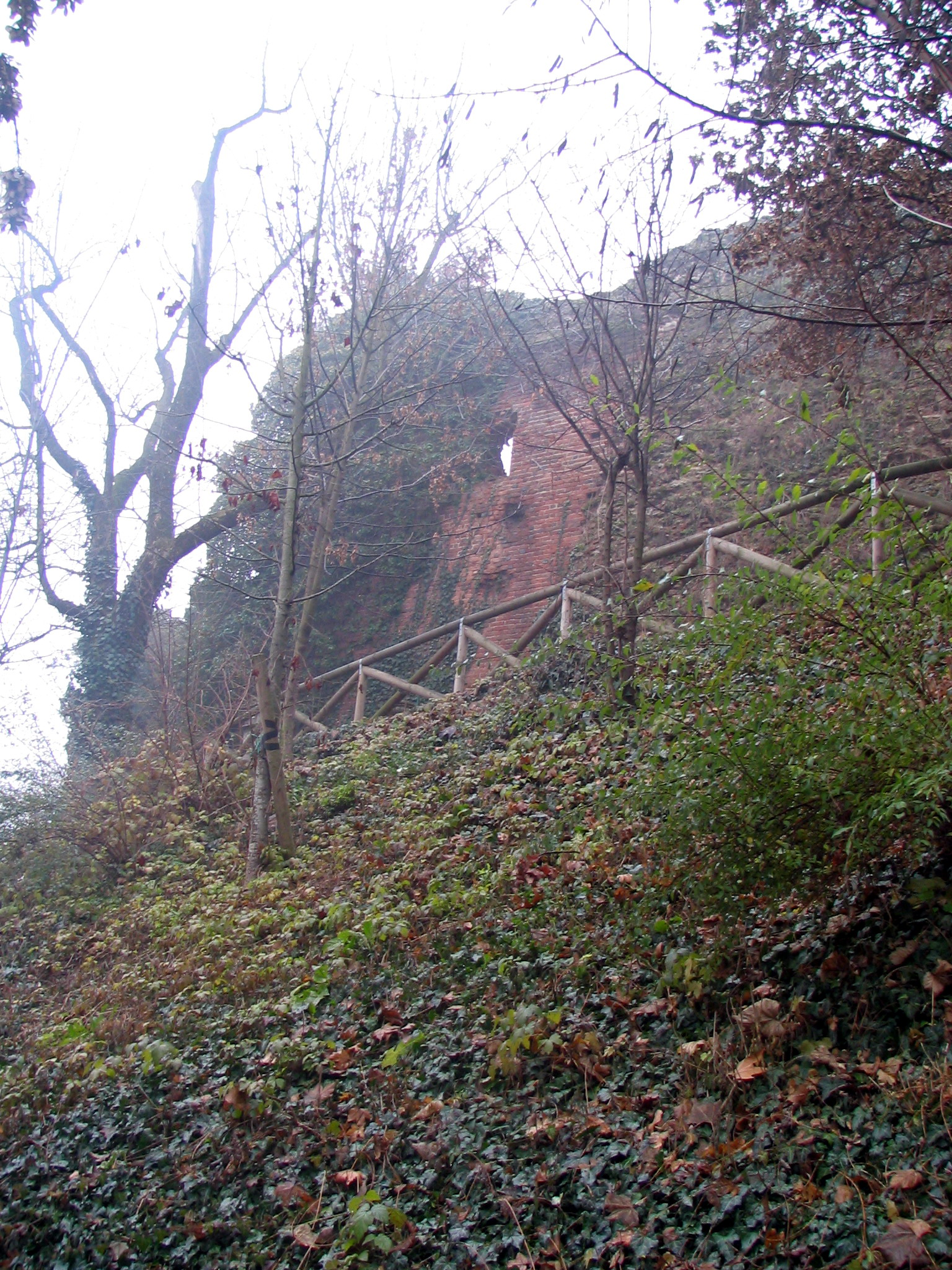
Il Castelvecchio, lato nord-est
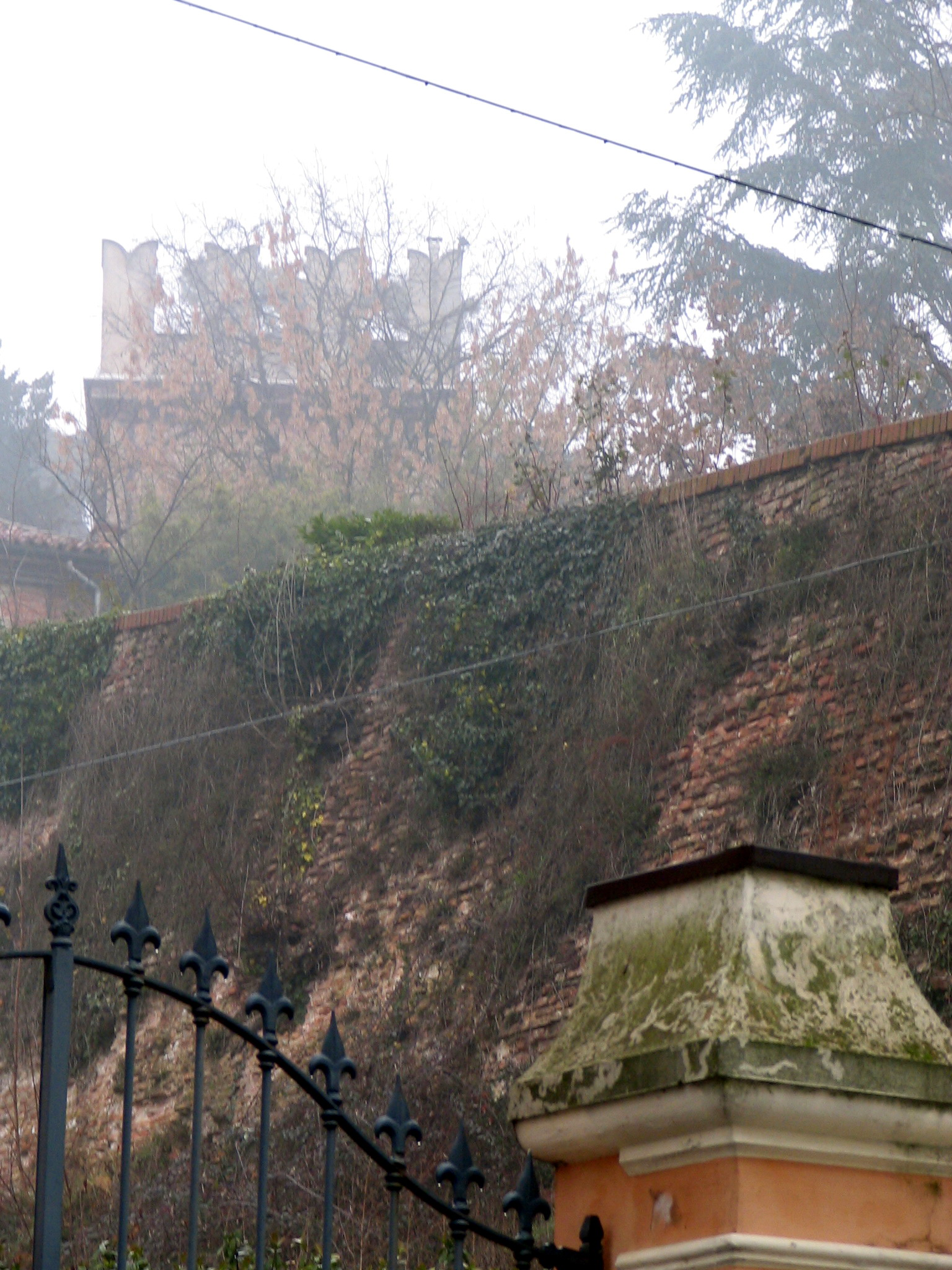
Il Castelvecchio, lato sud
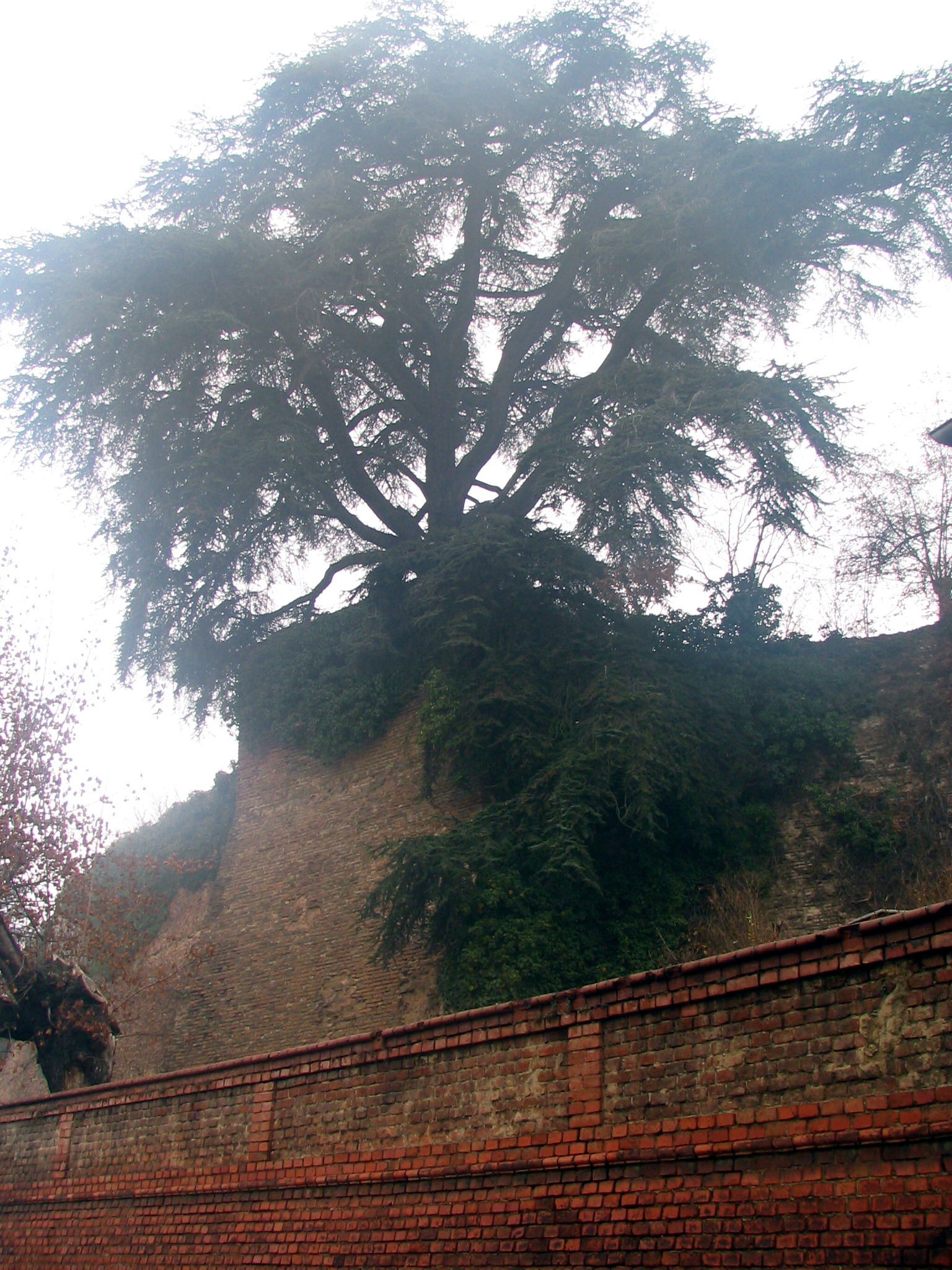
Il Castelvecchio, lato sud-est
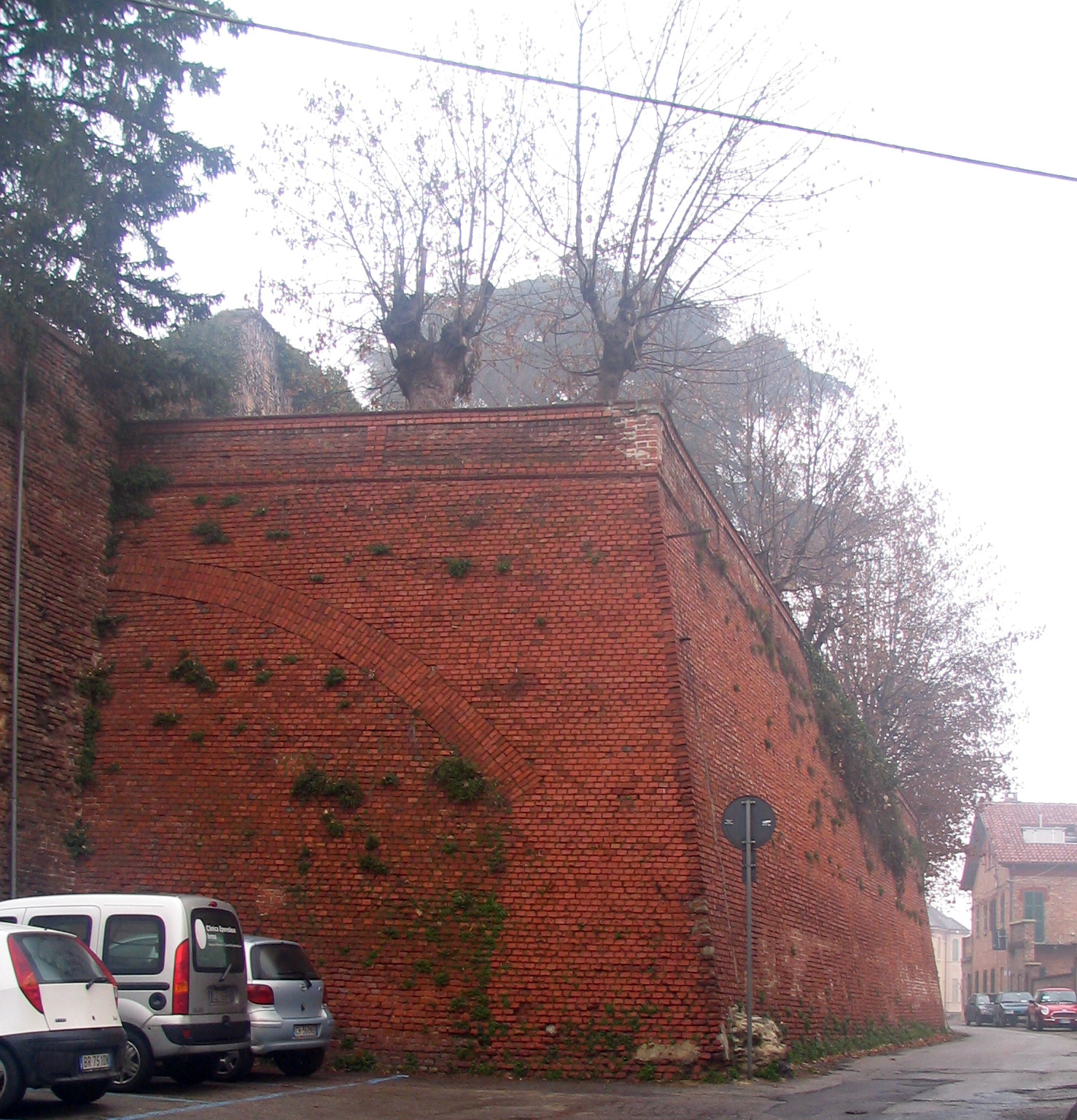
Il Castelvecchio, lato sud-ovest
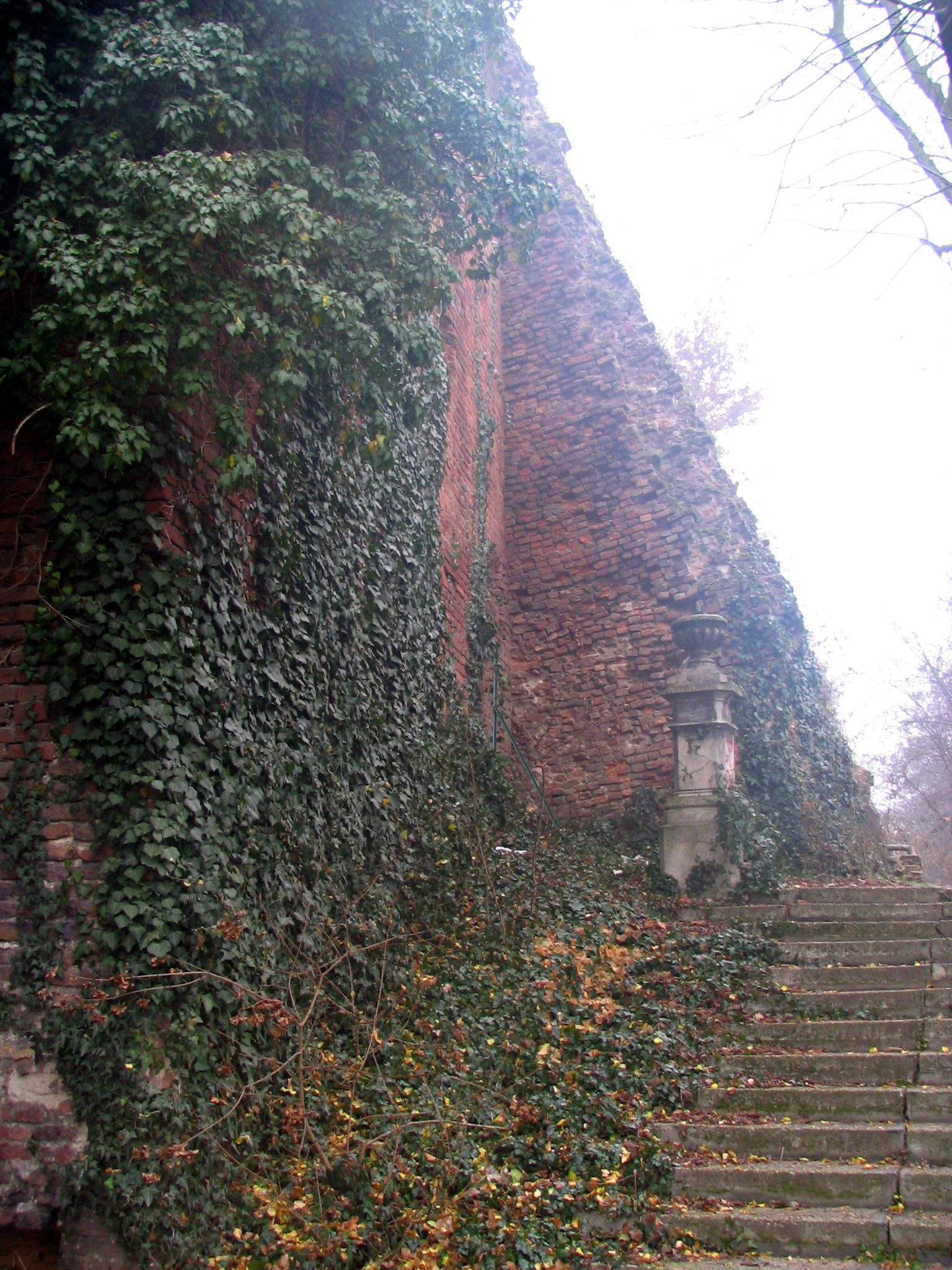
Il Castelvecchio, mura di raccordo del recinto dei nobili
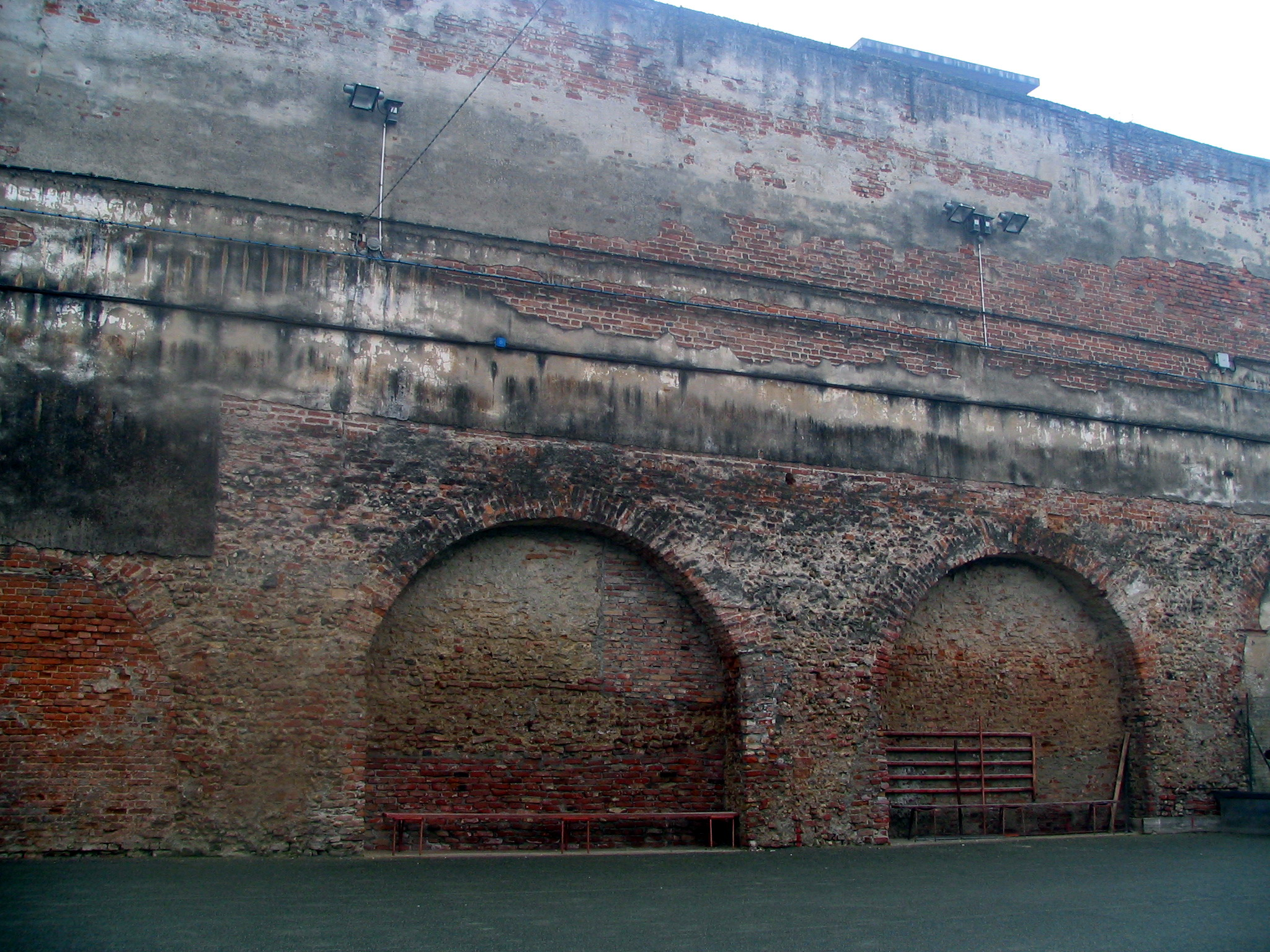
Nei pressi di Porta San Michele